# Rivarolo (Genova)
Rivarolo (Rieu o Roieu in genovese) è un quartiere di Genova nella bassa Val Polcevera, compreso tra i quartieri di Sampierdarena e Cornigliano a sud, Bolzaneto a nord, Sestri Ponente ad ovest.
Ad est il crinale sinistro della Val Polcevera, sul quale corre la lunga cortina delle mura seicentesche di Genova divide Rivarolo da San Teodoro, Oregina e Staglieno, ma non esistono strade di collegamento dirette con questi quartieri.

## Descrizione del quartiere
L'ex circoscrizione di Rivarolo fa parte insieme ai quartieri di Bolzaneto e Pontedecimo del Municipio V Valpolcevera e comprende le unità urbanistiche "Rivarolo", "Borzoli Est", "Certosa", "Teglia" e "Begato", che complessivamente avevano al 31 dicembre 2022 una popolazione di 31 941 abitanti.
Importante snodo ferroviario genovese è stato comune autonomo, con la denominazione di Rivarolo Ligure, fino al 1926, quando con il regio decreto-legge n. 74 del 14 gennaio 1926, nell'ambito della creazione della cosiddetta Grande Genova, insieme ad altri diciotto comuni fu aggregato a quello di Genova, la cui nuova entità amministrativa diventò operativa dal 1º luglio 1926.

### Toponimo
Diverse sono le ipotesi circa il toponimo "Rivarolo", da alcuni fatto risalire alla posizione del borgo sulla riva del torrente Polcevera. Questa tesi contrasta con il fatto che l'abitato più antico, come la maggior parte dei paesi della Valpolcevera, sorgeva più a monte, al riparo dalle piene del torrente. Probabilmente l'origine del nome va ricercata nel termine "Roieu" che nel dialetto antico significava "rovereto" (bosco di roveri). Chiamato Riparolium negli Annali del Giustiniani del 1535, fu in seguito diviso in Rivarolo Soprano (la zona attorno alla chiesa di S. Maria Assunta e quella della Costa, alla destra del torrente Torbella) e Rivarolo Sottano (Certosa e Borghetto, alla sinistra del Torbella).

## Territorio

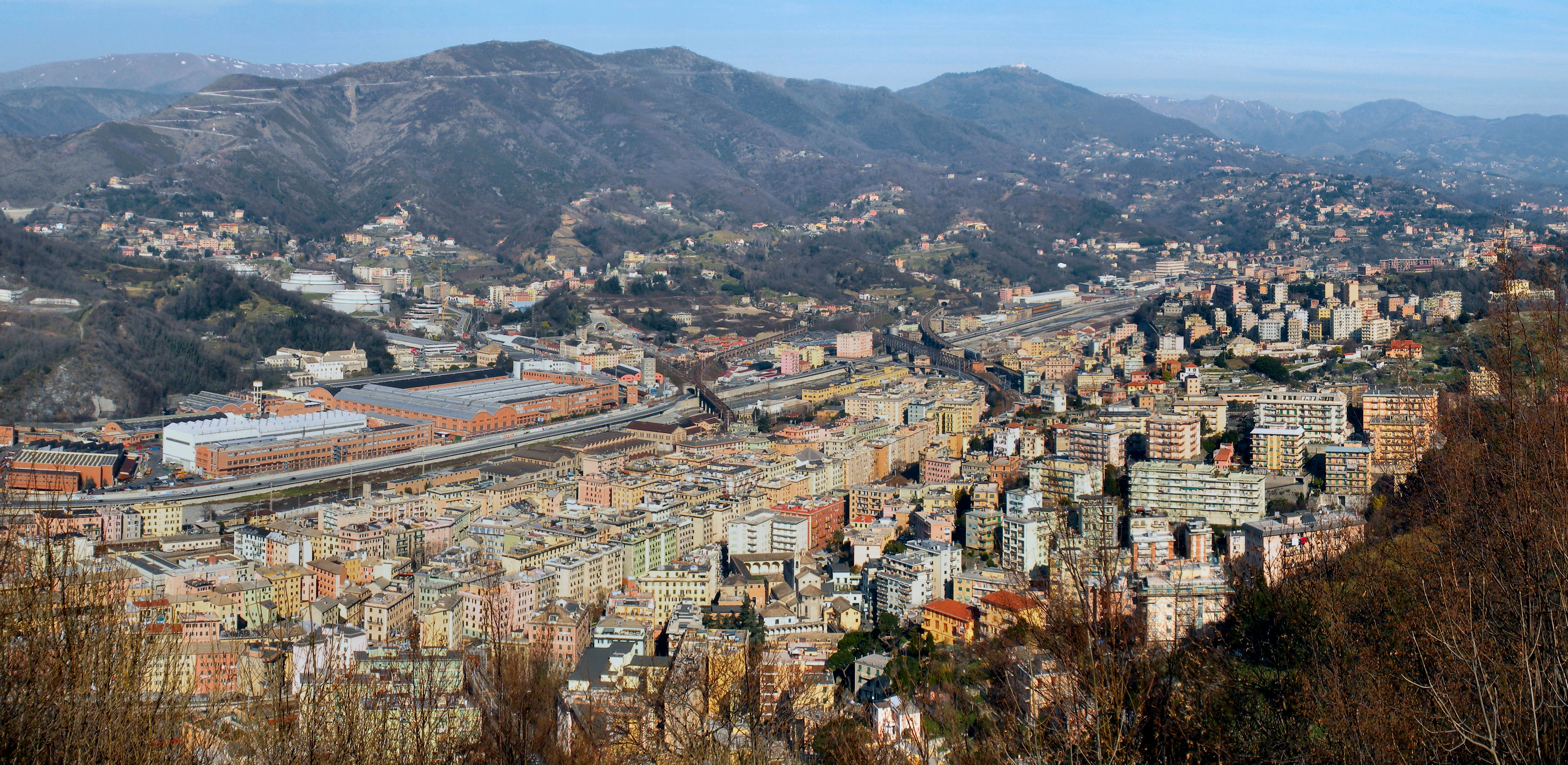
Veduta di Certosa e Rivarolo dal Forte Crocetta

Il territorio dell'ex circoscrizione di Rivarolo si estende su entrambe le sponde del Polcevera, nella parte bassa della valle, e comprende le valli di alcuni dei suoi affluenti, il principale dei quali è il torrente Torbella. Altri rivi minori sono il rio Maltempo, nella zona detta "Bersaglio" e, sul versante destro, il Pianego e il Trasta.
I principali centri (Rivarolo, Certosa e Teglia) si trovano sulla sinistra del torrente, allineati lungo la ex Strada statale 35 dei Giovi.
Sull'argine che divide gli abitati dal torrente, costruito intorno alla metà dell'Ottocento, corre la linea ferroviaria Genova-Torino.
In collina sul versante sinistro sorgono gli antichi borghi di Begato, Garbo e Fregoso e il moderno quartiere di edilizia popolare denominato "Valtorbella" (comunemente chiamato CIGE).
Sul versante destro della valle si trovano le frazioni di Fegino e Trasta, che fino al 1926 appartenevano al soppresso comune di Borzoli e che insieme formano l'unità urbanistica "Borzoli Est".

## Storia

### Dalle origini al Settecento

Lo stemma del comune di Rivarolo Ligure

Le prime notizie del borgo di Rivarolo risalgono ad un documento del XII secolo, in cui è fatto riferimento a dei terreni nei pressi della chiesa di Santa Maria della Costa, la cui esistenza è documentata dall'anno 1012.
A quell'epoca intorno alla chiesa e lungo la via che da Begato scendeva ai guadi del torrente in direzione di Fegino e del ponente genovese si formò il borgo della Costa, detto anche Rivarolo Soprano.
Nel medioevo i Fieschi, signori della zona, vi fecero costruire un palazzo e, sulla collina della Pigna, un castello, distrutto nel corso degli scontri avvenuti nel 1325 tra guelfi e ghibellini. In ricordo di quel fortilizio, i cui pochi ruderi erano visibili fino a pochi decenni fa, la collina è chiamata anche Castelluccio, toponimo rimasto alla via che sale alla sua sommità (il toponimo Pigna faceva invece riferimento ad un secolare pino che sorgeva sulla collina, raffigurato anche nello stemma del comune di Rivarolo e che fu abbattuto da un violento temporale il 5 marzo 1926).

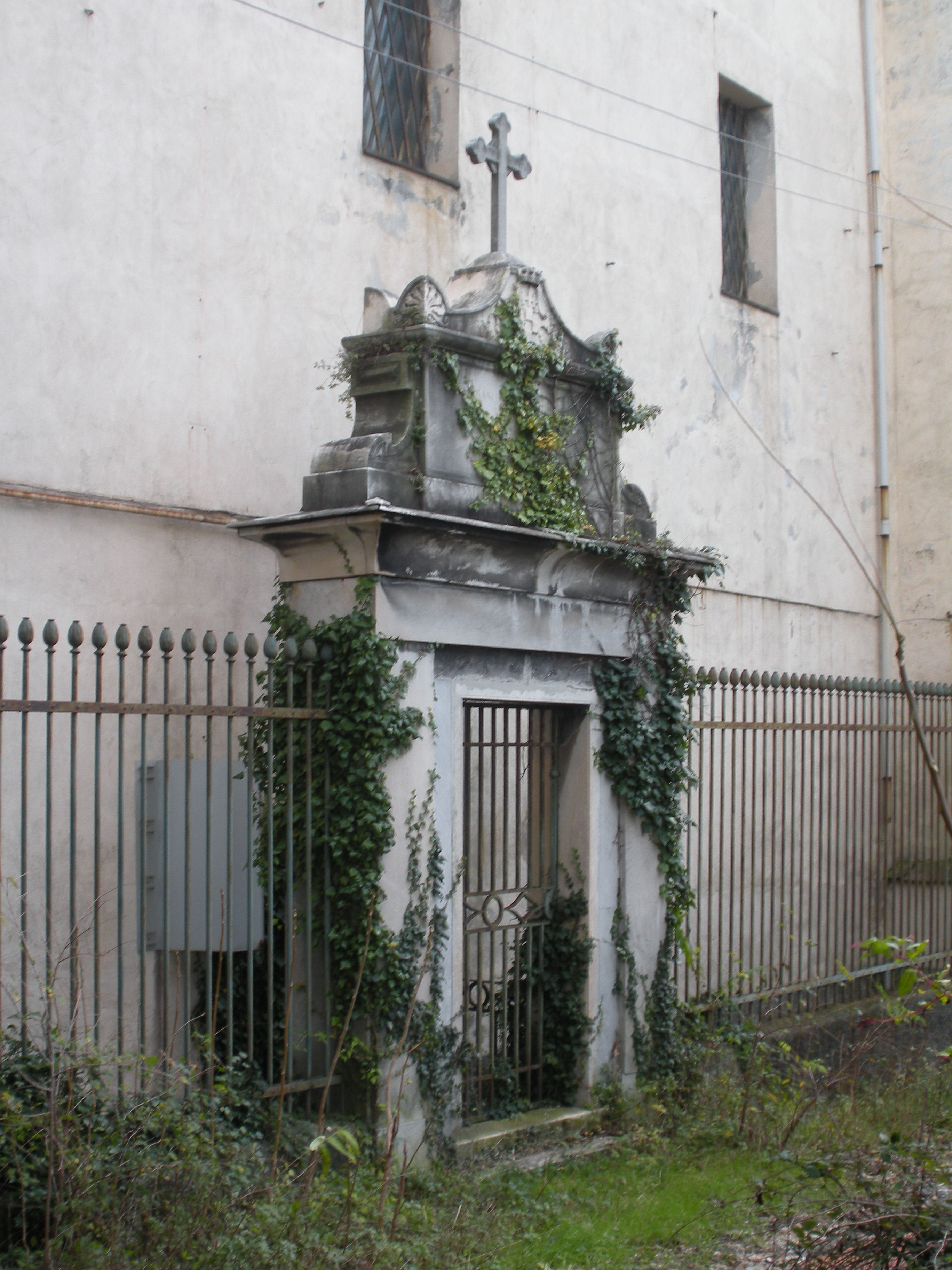
Antico portale del convento della Misericordia, incorporato nel muro di cinta dell'attuale ospedale Celesia

Lungo la via diretta a Begato, sulla collina soprastante la chiesa, nel 1612, in un terreno acquistato dagli Spinola, i frati francescani avrebbero costruito il convento di N.S. della Misericordia, con annesso ospitale, poi divenuto nel 1862 sede dell'Ospedale Celesia, ancora oggi parzialmente operante. I successivi lavori di ristrutturazione e di ampliamento dell'ospedale non consentono più di riconoscere la struttura originaria dell'edificio, ad eccezione dell'annessa cappella.
Nel frattempo, verso la fine del XIII secolo, i monaci Certosini si erano stabiliti con un altro grandioso monastero a Rivarolo Sottano, località che avrebbe poi da loro preso il nome di Certosa.
... e la villa di Beghè col territorio di Fregoso: in Beghè sono quaranta fuochi di paesani ed una casa di cittadini; ed in Fregoso sono cinque o sei case de’ signori Fregosi. Ed è in questo territorio il monastero di Cartusiensi di bella fabbrica e con belle possessioni. Vi è eziandio la villa del Garbo, con sedici case di cittadini, e quattro di villani .»
(Agostino Giustiniani, Annali della Repubblica di Genova, 1537)
Per la sua posizione il borgo fu più volte al centro di fatti d'armi, ma gli eventi più negativi sono quelli avvenuti durante la guerra del 1746-1747, con l'occupazione dei dintorni di Genova da parte delle truppe austriache. Nei primi mesi del 1747 gli austriaci, cacciati da Genova nel dicembre 1746 in seguito alla rivolta iniziata con il leggendario episodio del Balilla, occuparono i dintorni da dove posero l'assedio alla città nel tentativo di riconquistarla. In quei mesi moltissimi cittadini persero la vita, per gli scontri bellici e per le privazioni patite, molte case e chiese furono distrutte o gravemente danneggiate, tra queste la chiesa di Santa Caterina di Begato e il convento di N.S. della Misericordia.
Lo sviluppo della zona coincise con l'apertura, nel 1772, della prima strada di fondovalle da Sampierdarena, voluta dal doge G.B. Cambiaso.
Il nucleo storico di quel periodo, ancora ben riconoscibile, nonostante l'impetuoso sviluppo edilizio del Novecento, è costituito dal borgo, attraversato dall'attuale Via Celesia, situato tra la sponda sinistra del torrente Polcevera (il cui letto, prima della costruzione dell'argine a metà dell'Ottocento, era molto più ampio dell'attuale) e la sovrastante collina, con la chiesa dell'Assunta e il convento di N.S. della Misericordia.
Sempre al Settecento risalgono alcuni insediamenti signorili, quali la villa Pallavicini, nel centro di Rivarolo e quella della famiglia Lomellini, detta "Villa Buena", fin dal 1879 sede di un istituto scolastico privato, ancora oggi attivo.

### L'Ottocento
Nel 1800 la discesa delle truppe napoleoniche pose fine alla plurisecolare storia della Repubblica di Genova. Con il dominio francese e le nuove suddivisioni amministrative, all'inizio dell'Ottocento Rivarolo divenne un comune autonomo, che in origine comprendeva anche la frazione di Murta, passata al comune di Bolzaneto nel 1869.
Nel 1814, a seguito delle decisioni del Congresso di Vienna la ex Repubblica Ligure napoleonica, e quindi anche il comune di Rivarolo, passò al Regno di Sardegna.
Così il Casalis descriveva il comune di Rivarolo Ligure nel 1834:
Rivarolo, cospicuo ed ameno borgo, è diviso in inferiore e superiore. E composto di cinque parrocchie, cioè di quelle di Rivarolo, della Certosa, di Murta, di Begato, di Geminiano. Alla prima sono aggregati i quartieri di Costa, Teglia e Garbo. In Rivarolo inferiore sta la Certosa; nella parte superiore esistono la chiesa parrocchiale, una chiesa ed un convento di francescani scalzi, il qual conventò sorge in amenissimo sito. Rivarolo come capo di mandamento ha soggetti i comuni di s. Pier d’Arena, di Brasile e di s. Olcese. Fra Rivarolo inferiore e superiore passa il torrente Turbella, che scende dal monte dei due Fratelli; esso giova a fertilizzare l'agro di questo capoluogo di mandamento; il quale se non è produttivo di una grande quantità di cereali, fornisce molte buone frutta, e tanto fieno da potervisi mantenere molte bestie bovine, cavalli, muli, somarelli, ed anche pecore e capre, di cui sono ragguardevoli i prodotti.»
(Goffredo Casalis, "Dizionario geografico, storico, statistico e commerciale degli stati di S.M. il Re di Sardegna", 1834)
Verso la metà dell'Ottocento, con l'arginatura del torrente e la costruzione della ferrovia ebbe inizio lo sviluppo industriale della Valpolcevera, che ne determinò anche un grande sviluppo demografico, urbanistico e viario. La crescita urbanistica, divenuta impetuosa soprattutto a partire dalla fine dell'Ottocento ha modificato significativamente la topografia della cittadina, con la costruzione di numerose case di abitazione, insediamenti industriali e infrastrutture stradali e ferroviarie in aree in precedenza agricole, con la totale urbanizzazione dell'area compresa tra il nucleo antico di Rivarolo e la frazione di Certosa.
Nel 1859 fu inaugurata la stazione ferroviaria, nel 1862 nei locali del soppresso convento di N.S. della Misericordia entrò in funzione l'ospedale Celesia, la prima struttura sanitaria moderna della Valpolcevera. Nel 1881 entrò in servizio la linea tranviaria a cavalli, poi elettrificata nel 1905.
L'aumento della popolazione e lo sviluppo industriale resero insufficiente la vecchia viabilità settecentesca, per cui furono aperte nuove strade più ampie, utilizzando anche in parte i terreni che prima della costruzione dell'argine facevano parte del greto del torrente Polcevera.
Tra la fine dell'Ottocento e gli inizi del Novecento furono costruiti la strada consorziale lungo l'argine e il ponte sul Polcevera, che collegava Rivarolo con Fegino e Borzoli, premessa allo sviluppo urbanistico delle aree sulla sponda destra del torrente, all'epoca ancora sotto la giurisdizione del comune di Borzoli.

### Il Novecento
Con il regio decreto-legge n. 74 del 14 gennaio 1926, nell'ambito della creazione della cosiddetta Grande Genova, il comune fu soppresso e aggregato con altri 18 a quello di Genova, la cui nuova entità amministrativa diventò operativa dal 1º luglio 1926.
Gli anni venti del Novecento hanno visto lo sviluppo urbanistico e residenziale verso la collina della Misericordia, favorito dall'apertura, nel 1923, della strada carrozzabile per l'ospedale Celesia (via P. Negrotto Cambiaso).

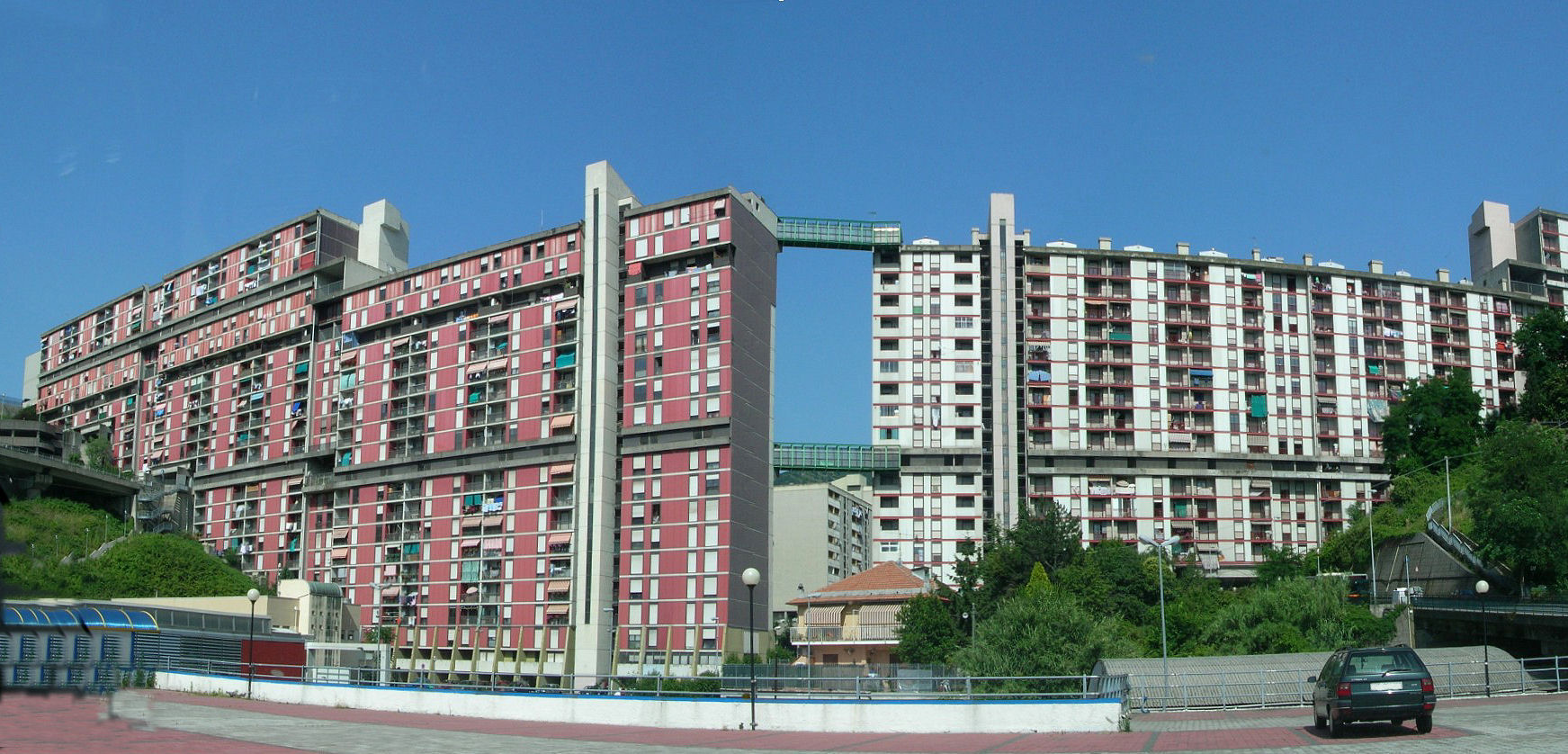
L'edificio chiamato Diga, nel quartiere Diamante, al confine tra Rivarolo e Bolzaneto

Il miglioramento del collegamento viario sulla strada principale di fondovalle comportò, negli anni trenta, la demolizione delle vecchie case che formavano il rione del Borghetto, tra Certosa e Rivarolo, in corrispondenza del ponte sul torrente Torbella, affluente del Polcevera.
L'espansione edilizia nelle zone collinari è proseguita anche nel secondo dopoguerra: negli anni settanta sono stati costruiti i quartieri di edilizia popolare denominati Valtorbella e Diamante, nel linguaggio giornalistico e in quello corrente chiamati rispettivamente CIGE e Begato. Quest'ultimo toponimo più propriamente corrisponde all'antico borgo situato più a monte di questi nuovi insediamenti.

## Frazioni e località

### Certosa

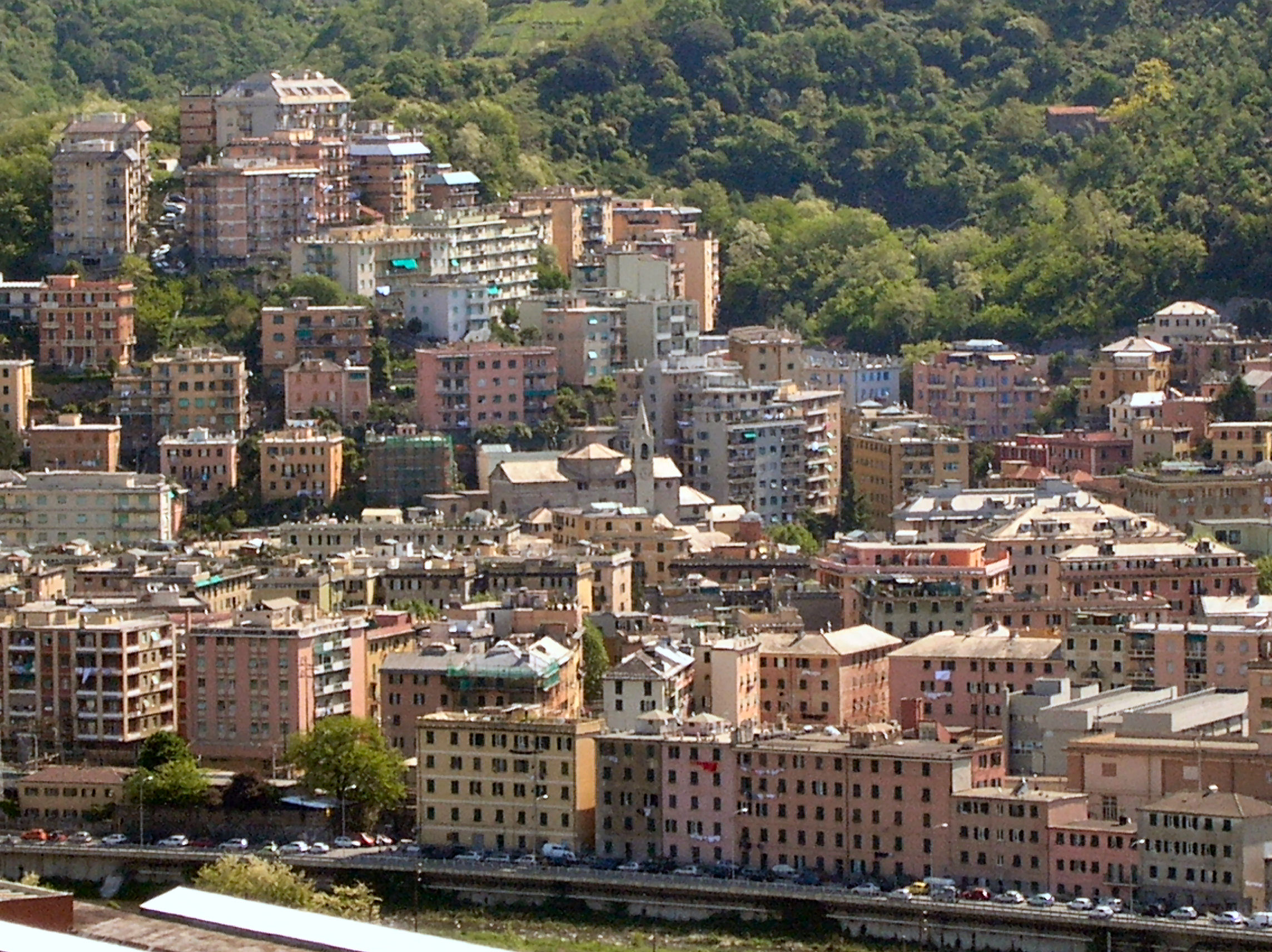
Veduta di Certosa: al centro, ora attorniata da moderni caseggiati, la Certosa di San Bartolomeo

Certosa (in genovese Certoza /t͡ʃerˈtuːza/) è una località che, con l'incedere dell'urbanizzazione, negli anni '70 e '80 ha iniziato a costituire un'unica area urbana insieme a Rivarolo. Con i suoi 12 975 abitanti è l'unità urbanistica più popolosa dell'intero quartiere. Prende il nome dalla Chiesa di San Bartolomeo della Certosa, complesso monastico fondato alla fine del Duecento da Bartolino Dinegro, ricostruito nel 1562 e restaurato nell'Ottocento, che comprende la chiesa di S. Bartolomeo e un sontuoso chiostro cinquecentesco con porticato.
A Certosa sbocca la galleria, lunga 1750 m, inaugurata nel 1908, già percorsa dai tram elettrici e successivamente dalla metropolitana di Genova, che provenendo dal centro ha qui il suo capolinea periferico.
Il quartiere è attraversato da due strade principali, che costituiscono il collegamento tra Sampierdarena e l'entroterra ricalcando il percorso dell'antica via fatta costruire dal Doge G.B. Cambiaso nel 1773.
Queste due strade (via M.T. Canepari e via G. Jori), come tante altre nel ponente genovese, sono intitolate a giovani partigiani che caddero durante la guerra di liberazione, tra settembre 1943 e aprile 1945.

#### Storia
Nella zona, di proprietà della famiglia Di Negro, all'epoca in cui fu fondato il monastero sorgevano solo poche povere case di contadini e poco distante (nella località Borghetto) l'ospedale di San Biagio, con l'annessa chiesa, istituito nel 1178 dal nobile Opizzo Leccavela ed ancora operante nel XVII secolo, in cui religiosi di vari ordini assistevano ammalati, bisognosi e viandanti.
Facendo seguito all'atto di fondazione del 9 luglio del 1297 con il quale il nobile Bartolomeo Dinegro (detto Bartolino) donava il terreno all'ordine dei Certosini, nella località si insediarono sei monaci, che coadiuvati da altri religiosi e dai manenti e fìttavoli dei Dinegro, diedero avvio ad una razionale sistemazione agricola dei terreni intorno al nuovo monastero, dove vennero impiantati vigneti e coltivati ortaggi e grano. Per l'irrigazione di questi terreni, i monaci provvidero anche alla costruzione di opere idrauliche per prelevare l'acqua dal Polcevera, scomparse con l'espansione urbanistica del XIX secolo.
Il luogo era frequentato già da secoli, per la sua posizione strategica nei pressi di un guado sul Polcevera che consentiva a merci e pedoni di raggiungere attraverso Borzoli il ponente genovese o il valico di Lencisa. La presenza stessa delle istituzioni monastiche per l'assistenza ai viandanti testimonia l'importanza di questa via di collegamento (oltre all'ospedale di San Biagio e alla Certosa di San Bartolomeo, nello stesso periodo era sorto, sulla sponda opposta del torrente, presso Fegino, il complesso di San Nicolò del Boschetto).
Progressivamente lungo la via diretta al guado del Polcevera sorsero piccoli nuclei di modeste abitazioni, ma il primo significativo sviluppo si ebbe solo nel Settecento, con l'apertura della strada di fondovalle voluta dal doge G.B. Cambiaso.
Ai primi dell'Ottocento, con la costituzione del comune di Rivarolo, Certosa ne divenne una delle più importanti frazioni, seguendone lo sviluppo industriale, demografico ed urbanistico.
All'inizio del Novecento furono tracciate le vie d'accesso ai nuovi insediamenti residenziali collinari e su parte dei terreni già appartenuti alla famiglia Dinegro (corrispondenti all'attuale via B. Brin) furono costruiti il nuovo edificio scolastico ed aperta (1908) la galleria tranviaria che collegava il quartiere con il centro cittadino, oggi percorsa dalla metropolitana.
Sempre nel primo decennio del Novecento ai piedi della collina della Certosa fu aperta la via Canepari (all'epoca intitolata ad A. Manzoni), sulla quale si affacciavano i nuovi caseggiati costruiti a valle della massicciata ferroviaria della linea di collegamento tra il parco merci del Campasso e la ferrovia Genova-Torino.

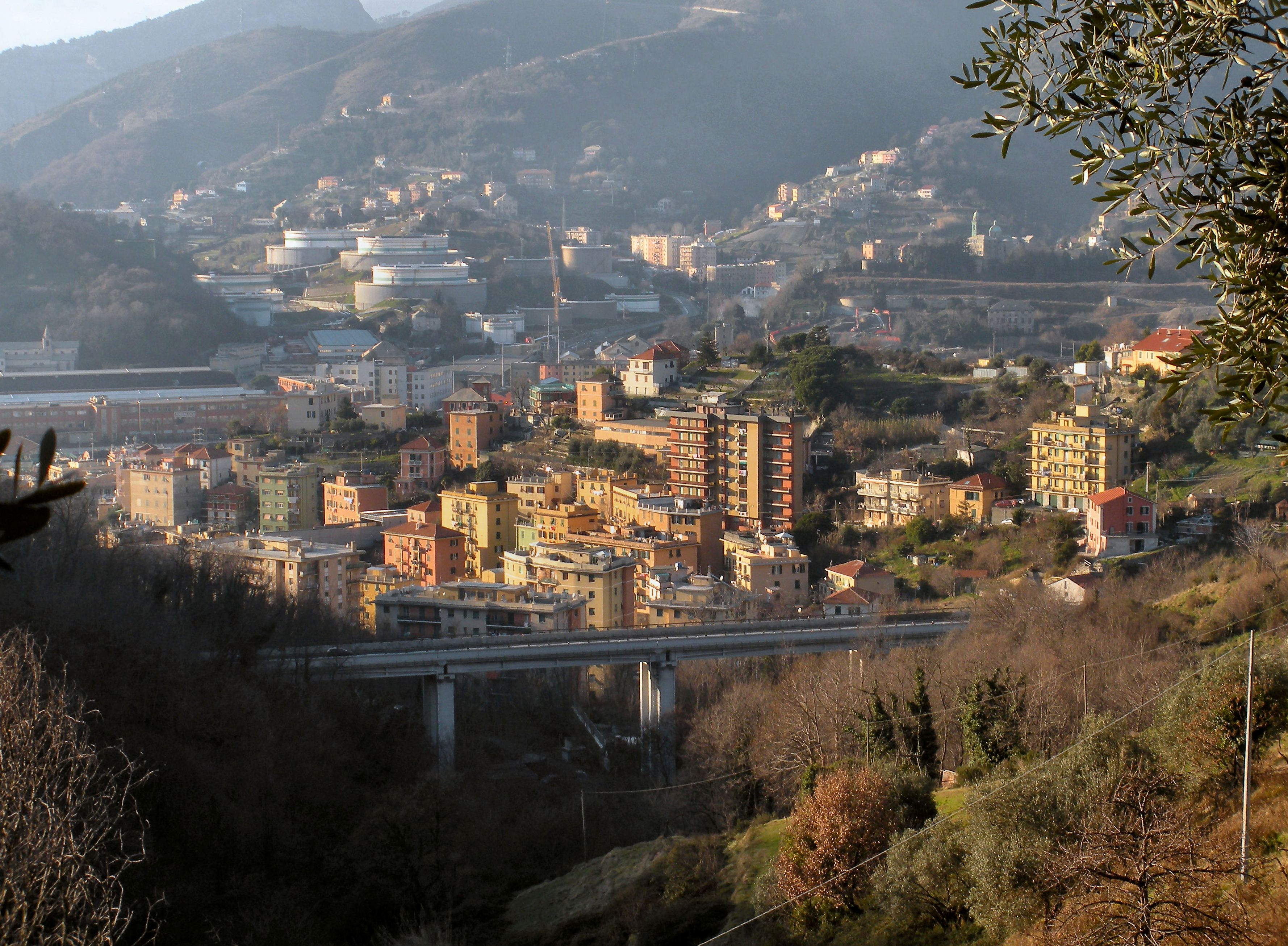
La collina della Pigna con il quartiere del Bersaglio

Negli anni venti fu costruito il Teatro Ligure, destinato ad ospitare sia spettacoli teatrali che cinematografici. Il grande teatro, con due ordini di gallerie più il “loggione”, divenne il centro culturale del quartiere fino agli anni sessanta, quando fu demolito per costruirvi un moderno caseggiato, in cui trovarono spazio uno dei primi supermercati del quartiere ed una piccola sala cinematografica, oggi trasformata nella filiale di un istituto di credito.
Anticamente, tra Certosa e Rivarolo esisteva la località detta Borghetto, ora assorbita dall'espansione edilizia. La moderna chiesa (1959) del SS. Nome di Gesù del Borghetto è stata costruita sull'area in cui dal XII al XVIII secolo sorgeva l'ospedale di San Biagio.

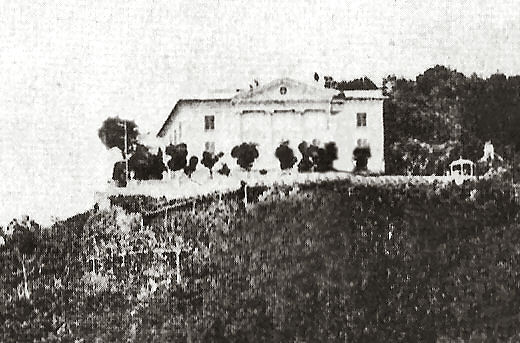
La Villa Rina da una foto d’epoca

Negli anni a cavallo della seconda guerra mondiale si è assistito ad una forte espansione urbanistica verso le aree collinari, che ha riguardato la collina della Pigna, alle spalle del Borghetto (la zona è chiamata anche "Bersaglio" per la presenza di un poligono di tiro a segno, funzionante dalla metà dell'Ottocento fino al 1962, quando fu demolito per la costruzione del nuovo viadotto autostradale della A7) e quella sovrastante il complesso monastico della Certosa, dove sorgeva la neoclassica “Villa Rina”, popolarmente chiamata “casa degli spiriti”, per una diceria riguardante i rumori che ne provenivano in assenza dei proprietari e che ormai ridotta ad un rudere fu demolita per far posto all'espansione edilizia negli anni settanta del Novecento.

### Teglia

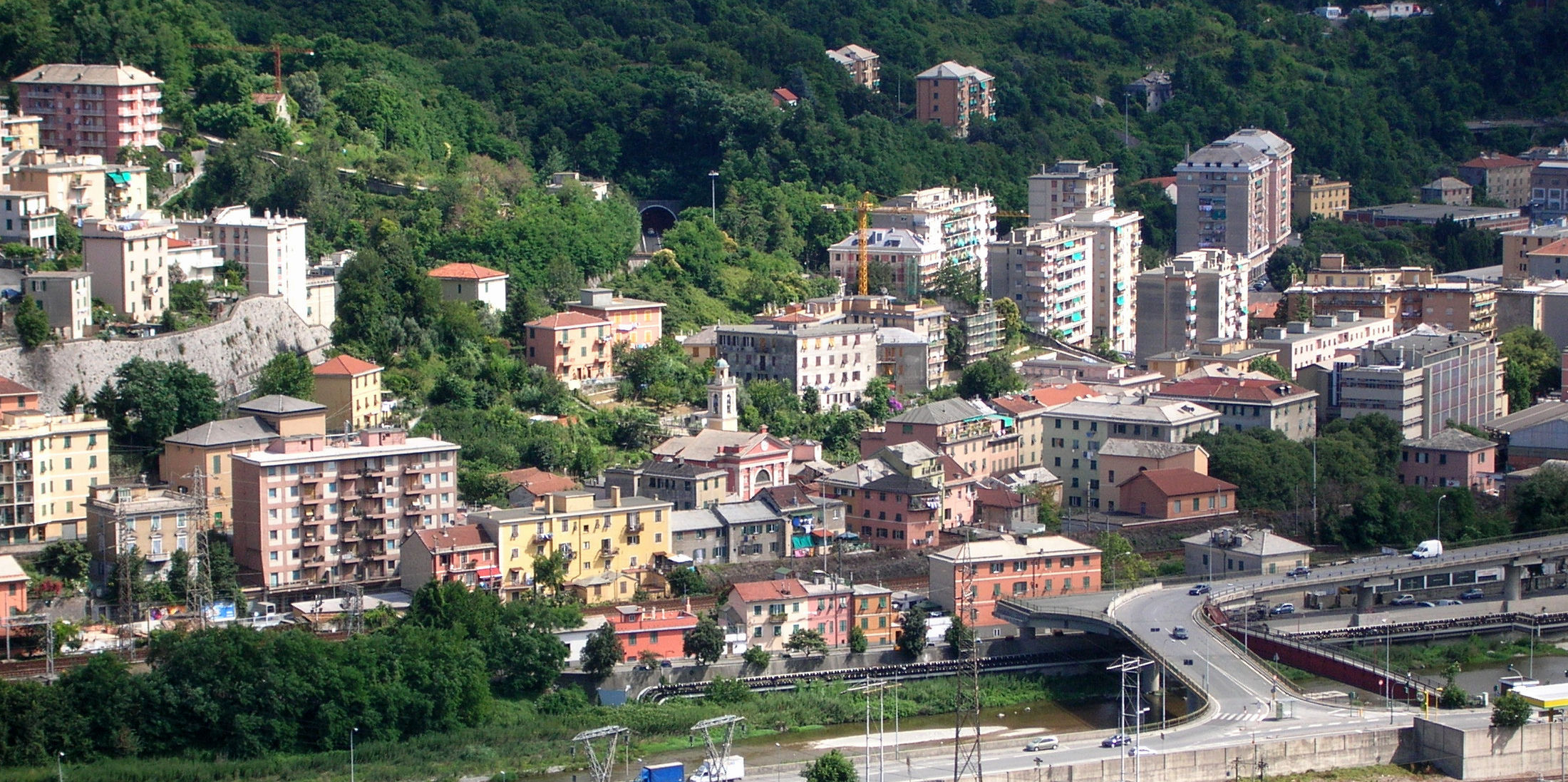
Teglia vista dalla collina di Murta

Teglia (in genovese Teggia), fino al XII secolo indicata su documenti della diocesi con il nome di Campo Florenziano, è situata lungo la strada tra Rivarolo e Bolzaneto.
Come Certosa, anche Teglia fu in passato un importante luogo di transito sul Polcevera, in corrispondenza della via che collegava Trasta, sulla sponda sinistra, con la Costa di Begato e quindi con Granarolo e il centro di Genova.

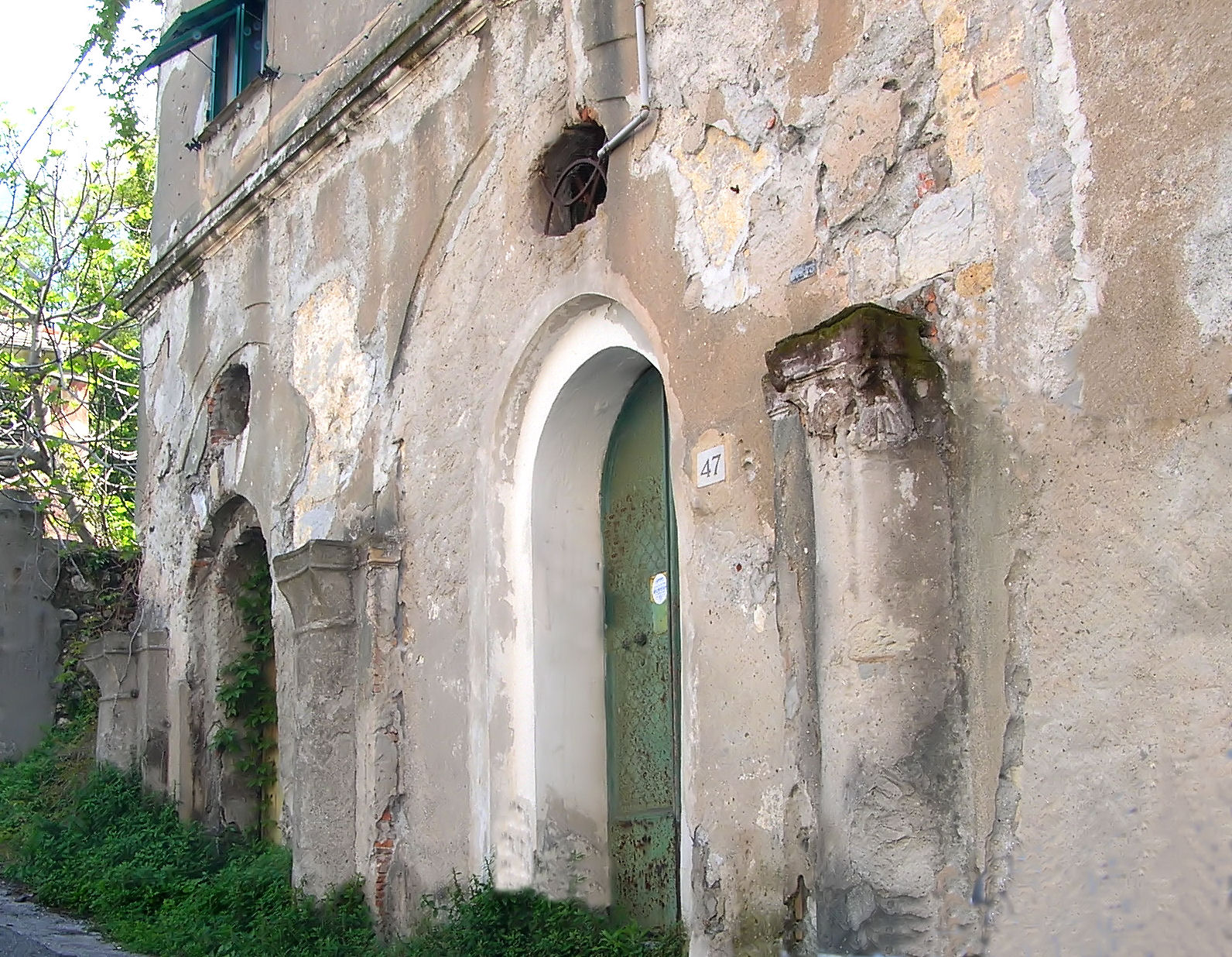
I pochi resti della distrutta chiesa di Campoflorenziano

Il nucleo antico di Teglia gravitava intorno alla settecentesca cappella di Santo Stefano delle Fosse (che conserva affreschi di Giovanni Raffaele Badaracco), sorta nei pressi della distrutta chiesa di Campo Florenziano, di cui sono visibili pochi resti, inglobati in una cadente abitazione (Villa Isolabella). Con lo sviluppo urbanistico del XIX secolo nella piana del torrente, il centro religioso si spostò più a nord, intorno alla cappella di Sant'Anna, già esistente nel XVII secolo e ricostruita negli anni trenta dell'Ottocento.
Teglia è collegata a Rivarolo dal lungo rettilineo formato dalle vie Rivarolo e Teglia, sul tracciato dell'ottocentesca Strada Reale, sul quale si affacciano una serie di insediamenti industriali del primo Novecento (tra i quali Molini Certosa, Eridania, Mira Lanza), oggi in parte abbandonati ed in parte adibiti a magazzini, un centro di servizio delle Ferrovie dello Stato e centri commerciali.
L'antica strada della Polcevera transitava invece lungo l'attuale via Carnia che allora fiancheggiava la sponda sinistra del torrente, il cui letto fino alla costruzione dell'argine si estendeva su tutta l'area pianeggiante dove sarebbero sorti i nuovi insediamenti industriali.

### Fegino

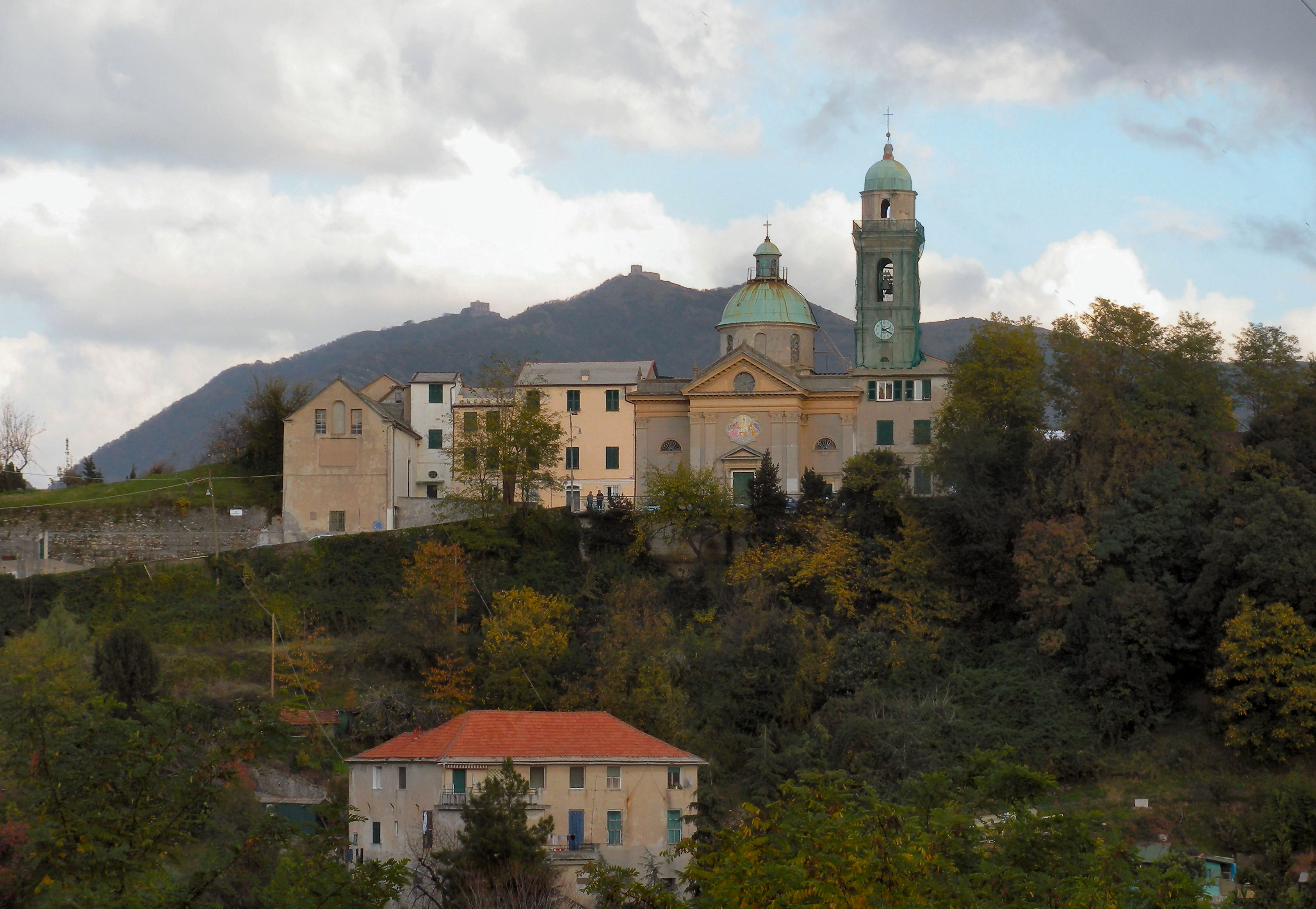
La chiesa di Sant’Ambrogio di Fegino

Fegino (in genovese Fegin) è una frazione collinare sulla destra del Polcevera, lungo la strada per il valico di Borzoli che mette in comunicazione la Val Polcevera con il ponente genovese. Fino al 1926 frazione del comune di Borzoli, l'anno seguente fu incorporata nella circoscrizione di Rivarolo. Insieme a Trasta forma l'unità urbanistica Borzoli Est del Municipio V - Valpolcevera.
Il nome Fegino è fatto derivare da uno dei pochi toponimi romani della valle, ad Figlinas,  citato anche sulla Tabula Peutingeriana. Il termine, dal latino “figulus” (vasaio) attesta la presenza in epoca romana di manifatture di vasi e laterizi. Fegino fu un importante crocevia tra la pista che correva sul crinale destro del Polcevera, oggi denominata via della Costiera, diretta da nord al mare e quella proveniente dai guadi di Certosa, diretta verso Cornigliano e Sestri Ponente. Proprio sul culmine della collina, all'incrocio delle strade, si trova la chiesa di Sant'Ambrogio, ben visibile anche da lontano per la grande cupola ottocentesca. Nel XVI e XVIII secolo ricchi commercianti genovesi costruirono palazzi di villeggiatura per trascorrervi l'estate, molti dei quali ancora esistenti, anche se non tutti in buono stato di conservazione.
Ancora il Casalis a proposito delle frazioni dell'allora comune di Borzoli:
... nel territorio di Borzoli, come in quello di Fegino esistono molti palazzi spettanti a ragguardevoli famiglie genovesi. Sono essi per la più parte assai belli, provvisti di oratorio, e ornati di vago giardino.»
(Goffredo Casalis, "Dizionario geografico, storico, statistico e commerciale degli stati di S.M. il Re di Sardegna", 1834)
Nell'ultimo secolo l'originario paesaggio agricolo in alcune aree è stato pesantemente alterato, specialmente nella zona prospiciente il Polcevera, dalla costruzione di industrie, infrastrutture ferroviarie e nel secondo dopoguerra anche di depositi petroliferi e oleodotti, alcuni dei quali ancora operanti, come quello della IPLOM, la cui rottura ha causato nell'aprile del 2016 uno sversamento di greggio finito prima nel rio Fegino e poi nel torrente Polcevera.. A ciò si aggiungono realtà industriali, la discarica di Scarpino e la cantierizzazione del Terzo valico, con un traffico di mezzi pesanti superiori alle 7,5 tonnellate che nel 2012 superava le 500 unità al giorno.

L'area fu interessata dall'alluvione del 2010 e al 2017 era oggetto della discussione di un Piano di Ermergenza Esterna basato su un rapporto di rischio già scaduto da due anni.

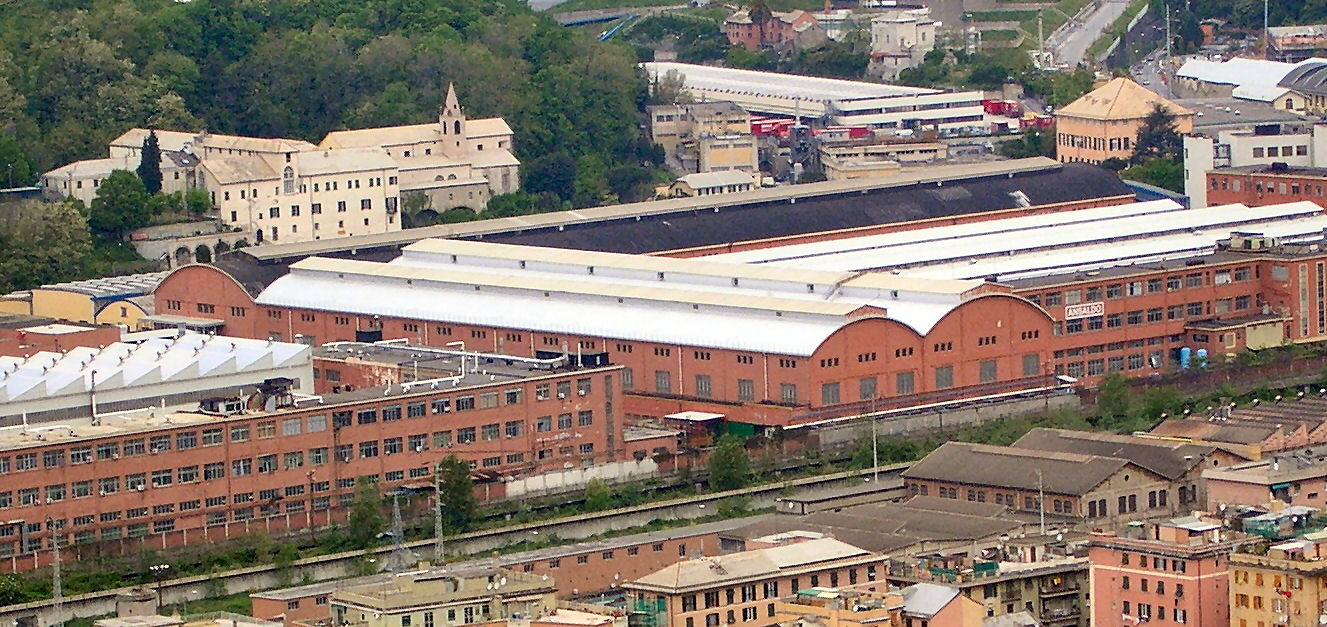
I capannoni dell’Ansaldo; sullo sfondo la Badia del Boschetto e (a destra), la Villa Cattaneo Dellepiane "dell’Olmo"

Tra la sponda destra del Polcevera e la collina di Fegino si estende lo stabilimento di Ansaldo Energia; nella Villa Cattaneo Delle Piane dell'Olmo ha sede la Fondazione Ansaldo, che raccoglie archivi cartacei, fotografie e filmati d'epoca provenienti da molte storiche aziende genovesi.
Un antico insediamento che testimonia l'importanza di Fegino nel passato è la Commenda Gerosolimitana, detta dell'Epifania del Signore, fondata all'inizio del XVII secolo dal frate Francesco Lomellino a beneficio della propria famiglia.
La commenda, che sorge in salita Sant'Ambrogio, poco sotto la chiesa parrocchiale, è costituita da un insieme eterogeneo di abitazioni comprendente un'antichissima torre con voltino, alcune vecchie case ed una villa in stile barocco, chiamata "Villa Elisa". Pur appartenendo formalmente all'ordine dei Cavalieri gerosolimitani, la commenda fu legata alla famiglia Lomellini, passando agli eredi del fondatore fino a quando per liti familiari, fu intestata ai Cavalieri di Malta. Oggi il complesso, non visitabile perché di proprietà privata, presenta uno stato di conservazione disomogeneo, con alcuni edifici elegantemente ristrutturati ed altri in precario stato di manutenzione.
Nei pressi di Fegino, nella località Burlo, si trova un centro polisportivo denominato “Lago Figoi”, comprendente una piscina e una palestra per gare di pallacanestro e pallavolo. Il complesso sorge sull'area, ora interrata, del lago del Pilone, uno dei due piccoli bacini artificiali costruiti nell'Ottocento dall'imprenditore Dellepiane a servizio di una conceria e prosciugati negli anni cinquanta del Novecento, venute meno le motivazioni per il loro utilizzo. Più a monte si trovava l'altro bacino, denominato lago Figoi, che dà il nome al complesso sportivo, del quale è tuttora visibile la diga.

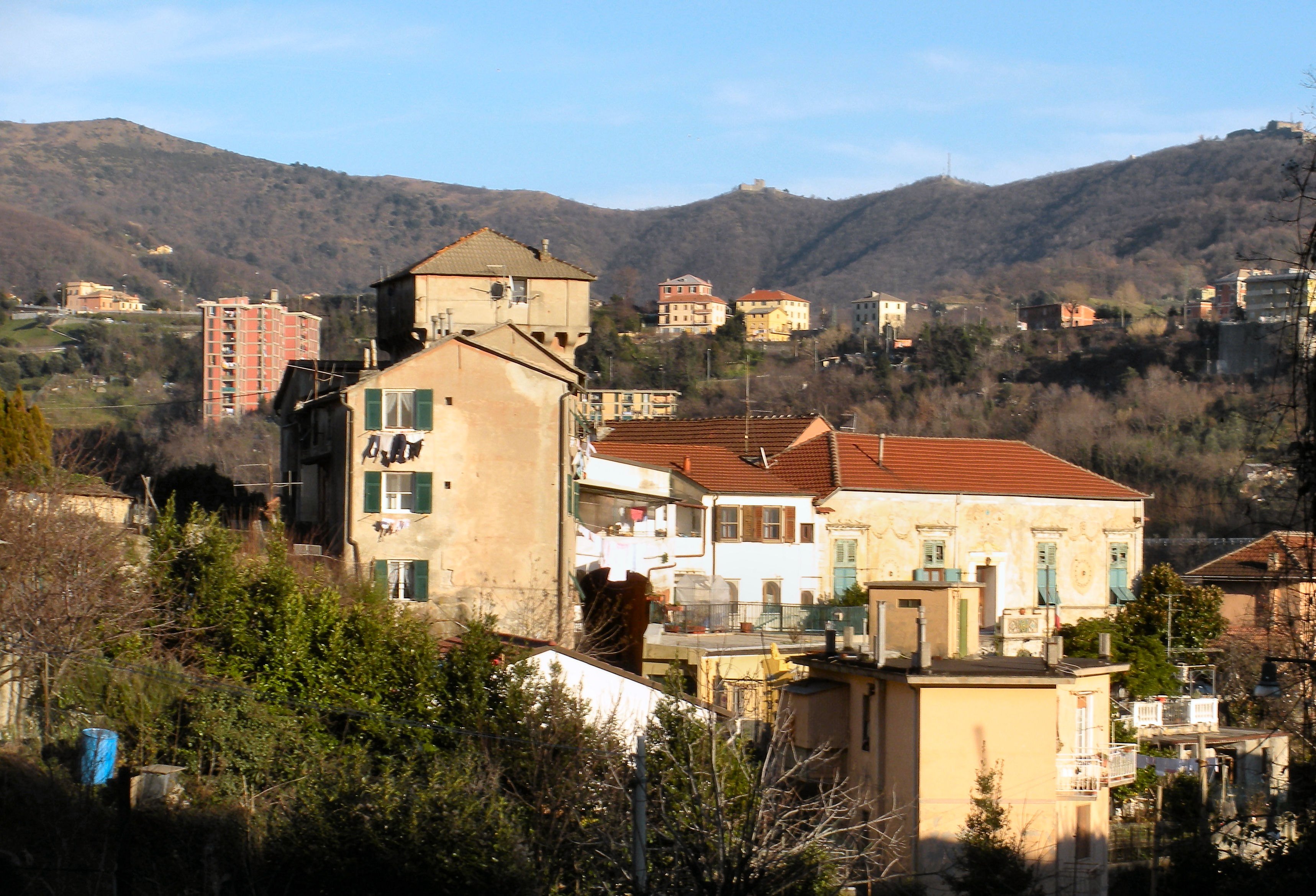
La commenda dell’Epifania
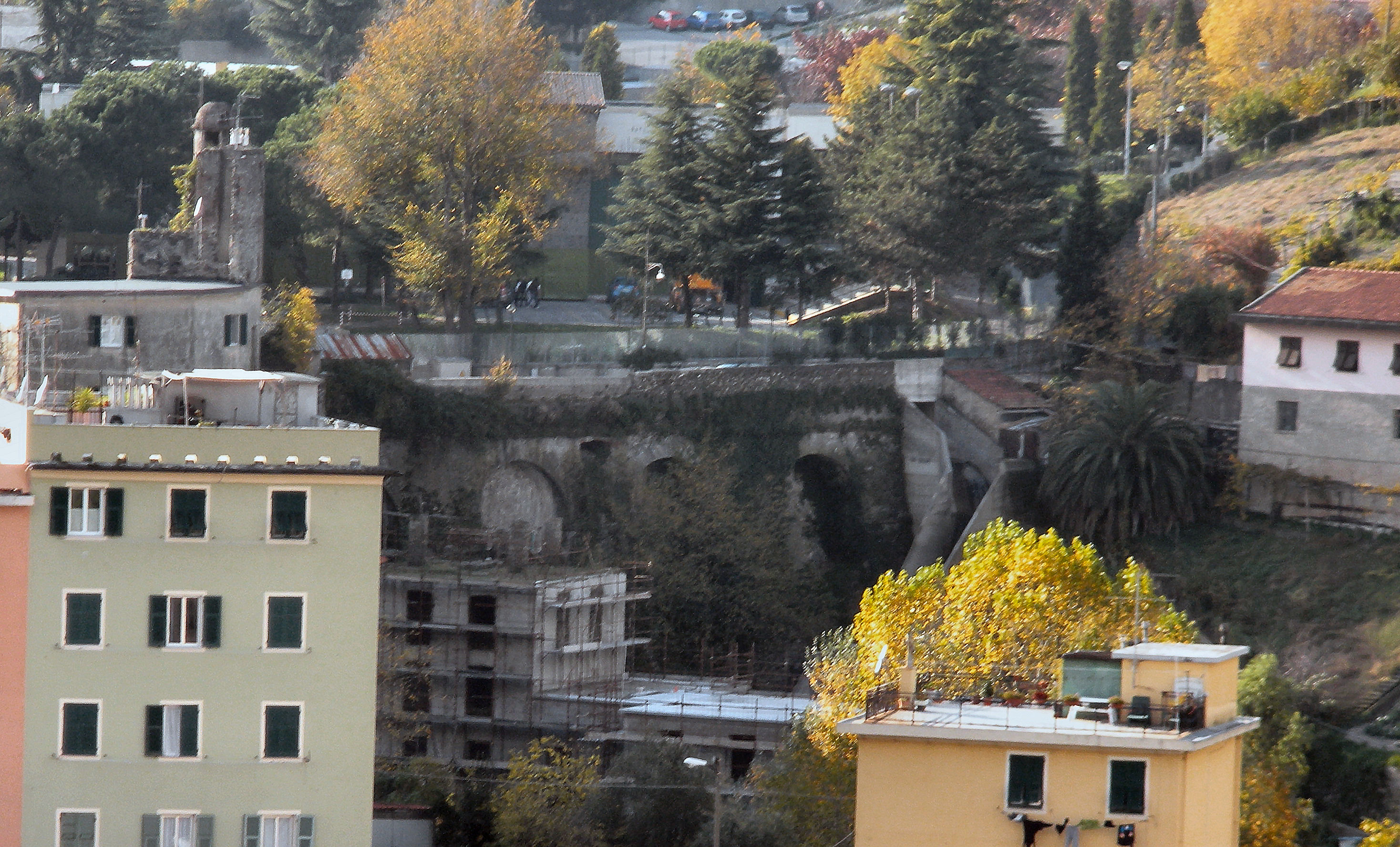
La diga dell'ex lago del Pilone
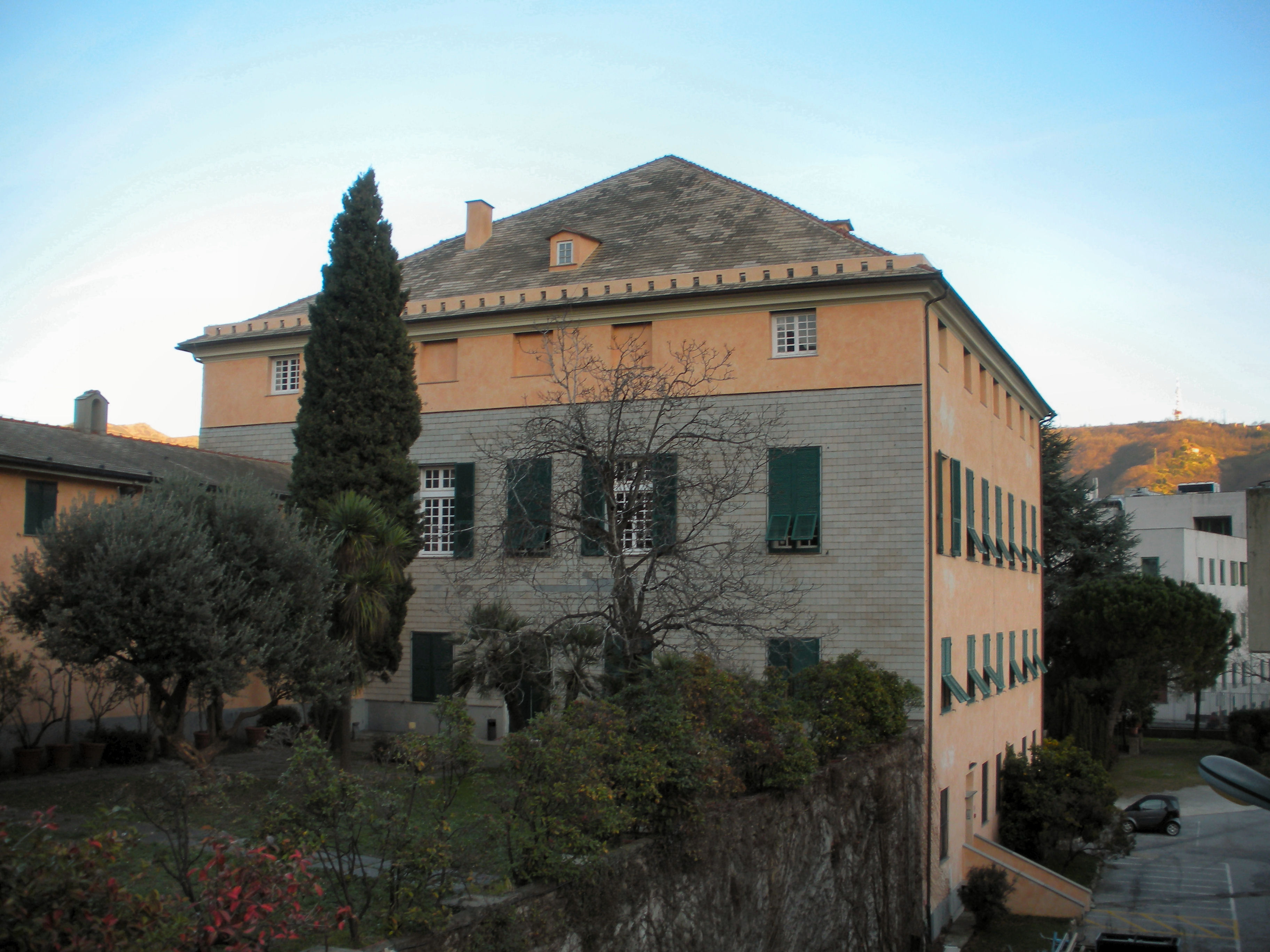
La Villa Cattaneo "dell’Olmo", sede della Fondazione Ansaldo

### Begato

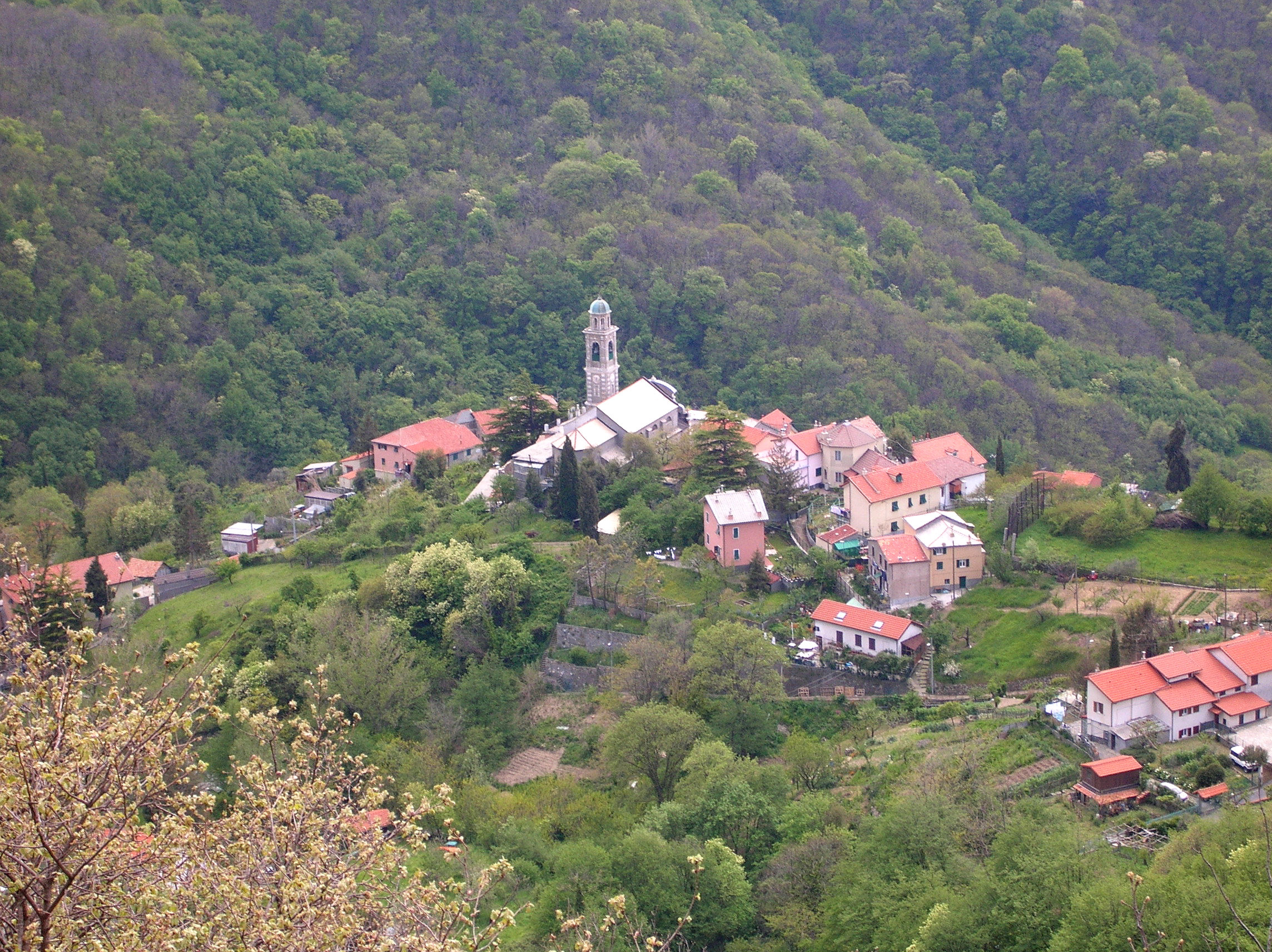
Veduta del borgo di Begato.

Begato (268 m s.l.m.) (Begæ /beˈɡɛː/ in ligure) era originariamente un borgo contadino nell'alta valle del Torbella, ai piedi dei Forti detti “Due Fratelli”, che costituiscono parte delle fortificazioni esterne di Genova. Vi sale la via Negrotto Cambiaso, che dopo aver superato l'ospedale Celesia, corre sullo spartiacque tra Polcevera e Torbella, tra case rurali e palazzi di villa del Seicento e Settecento, raggiungendo prima la chiesa di S. Giovanni Battista della Costa ed infine Begato, il cui nucleo, rimasto inalterato nel tempo, è formato da case sparse attorno alla chiesa di santa Caterina d'Alessandria o allineate lungo la creuza che scende al Torbella.
Begato fu un importante nodo viario, perché qui convergevano le vie provenienti da Genova (attraverso Granarolo e Fregoso, da Sampierdarena e quelle dal ponente (attraverso Rivarolo) e dirette verso i valichi appenninici.
In posizione dominante sopra il paese, circondata da lecci si trova la seicentesca villa della famiglia Cambiaso, in cui trovarono ospitalità numerosi patrioti durante il Risorgimento (tra gli altri, nel 1849 vi furono ospitati Giuseppe Mazzini e Goffredo Mameli).
La parte inferiore della val Torbella è stata interessata dallo sviluppo urbanistico degli anni ottanta con la costruzione di grandi insediamenti di edilizia popolare (quartiere CIGE).

### Garbo

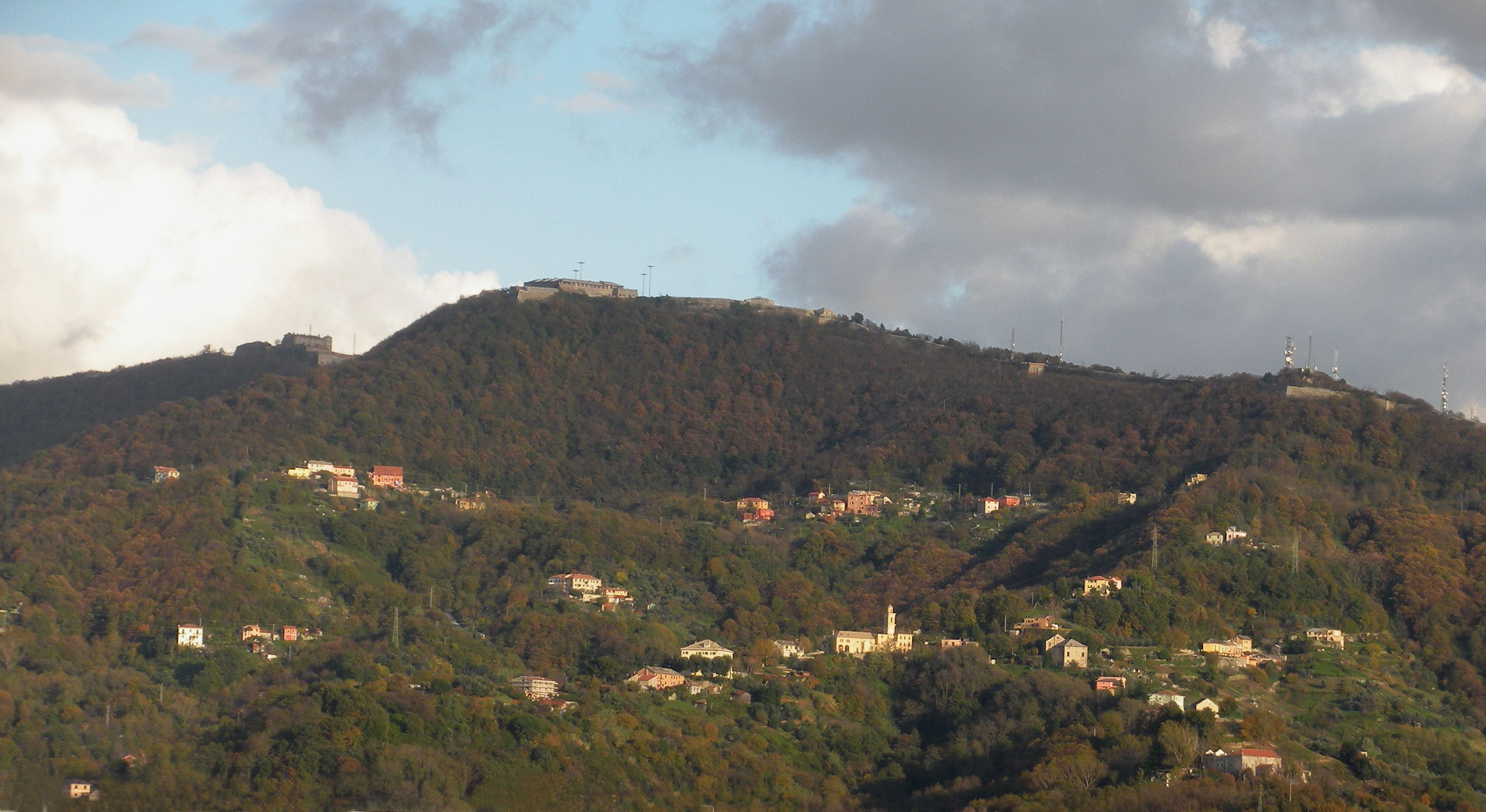
Il versante sinistro del Torbella, con i borghi del Garbo e Fregoso, dominato dai bastioni delle mura seicentesche e dal Forte Begato.

Il piccolo borgo del Garbo (195 m s.l.m.), anch'esso nella val Torbella, deriva il suo nome dall'omonimo termine ligure, che significa “buco” o “cavità”, legato al leggendario ritrovamento nel cavo di un albero di un'immagine sacra. Il borgo era certamente più antico, rientrando, insieme a Fregoso, tra le proprietà dei monaci di Santo Stefano di Genova citate da un documento notarile del 966, ma le prime notizie certe risalgono al 1365, anno in cui il santuario della Madonna del Garbo, ritenuto il più antico della Val Polcevera, è citato in documenti dell'Arcidiocesi di Genova. In un'antica villa nei pressi della chiesa è stato allestito il Museo di Storia e Cultura Contadina in cui sono esposti documenti ed oggetti della vita contadina della Liguria.
Nel Seicento e Settecento divenne anche luogo di villeggiatura di ricche famiglie genovesi, che costruirono diversi palazzi di villa sparsi sulla collina.

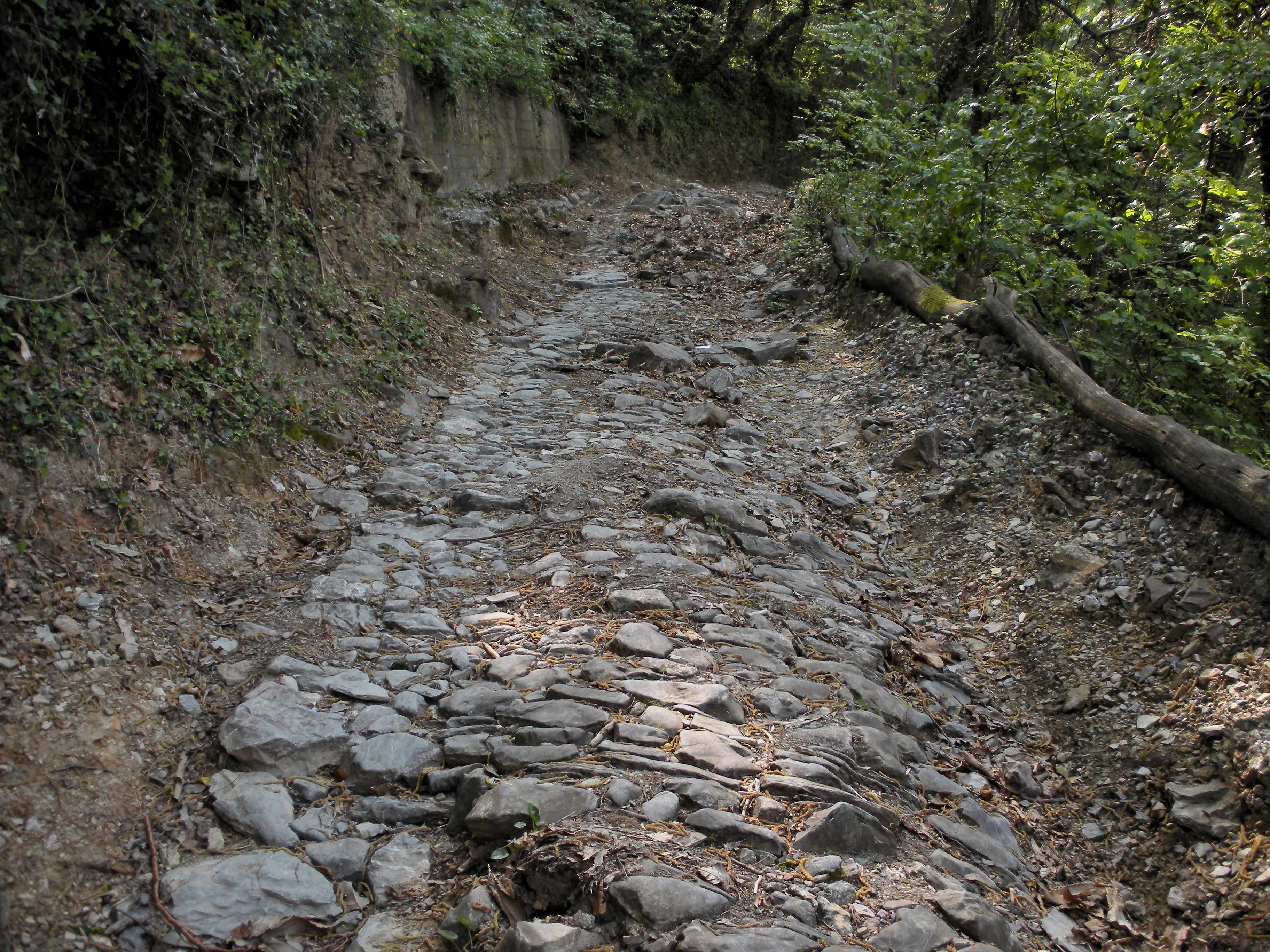
La creuza che collega Rivarolo a Granarolo, passando per il Garbo.

Il Garbo fu anche un luogo di transito sulle antiche vie tra Genova e la Val Polcevera, come testimoniano le antiche creuze, tra le meglio conservate del Genovesato.

### Fregoso
Fregoso, detto anche “Piani di Fregoso” (305 m s.l.m.), si trova nella val Torbella, di fronte a Begato e sopra al borgo del Garbo.
Pur facendo parte della circoscrizione “Valpolcevera” non è collegato direttamente per carrozzabile con il centro di Rivarolo ed è raggiungibile in automobile (e in autobus) solo dal quartiere genovese di Granarolo, che fa parte della circoscrizione Centro Est.
Il nome del borgo (anticamente Campofelagoso) deriva dal latino filicosus ("ricco di felci"), e indica appunto l'abbondanza di felci in questa zona.
L'abitato, sovrastato dall'imponente Forte Begato, compreso nelle mura secentesche di Genova, è sorto intorno alle proprietà della famiglia Campofregoso, originaria di questo luogo, molti esponenti della quale tra il XIV e il XVI secolo ricoprirono la carica di Doge della Repubblica di Genova.
Il borgo, ancora attraversato dalle vecchie mulattiere, quella per Granarolo e quella che scende al Garbo, ha mantenuta intatta l'antica struttura urbanistica, che non è stata stravolta neppure dalla costruzione della strada carrozzabile, che corre più in alto, al margine dell'abitato. Diversamente da altri borghi non vi si trova alcuna chiesa: come attestato dagli storici Remondini nel XVI secolo vi era una cappella gentilizia nel palazzo dei Campofregoso, successivamente trasformata in civile abitazione.

### Trasta

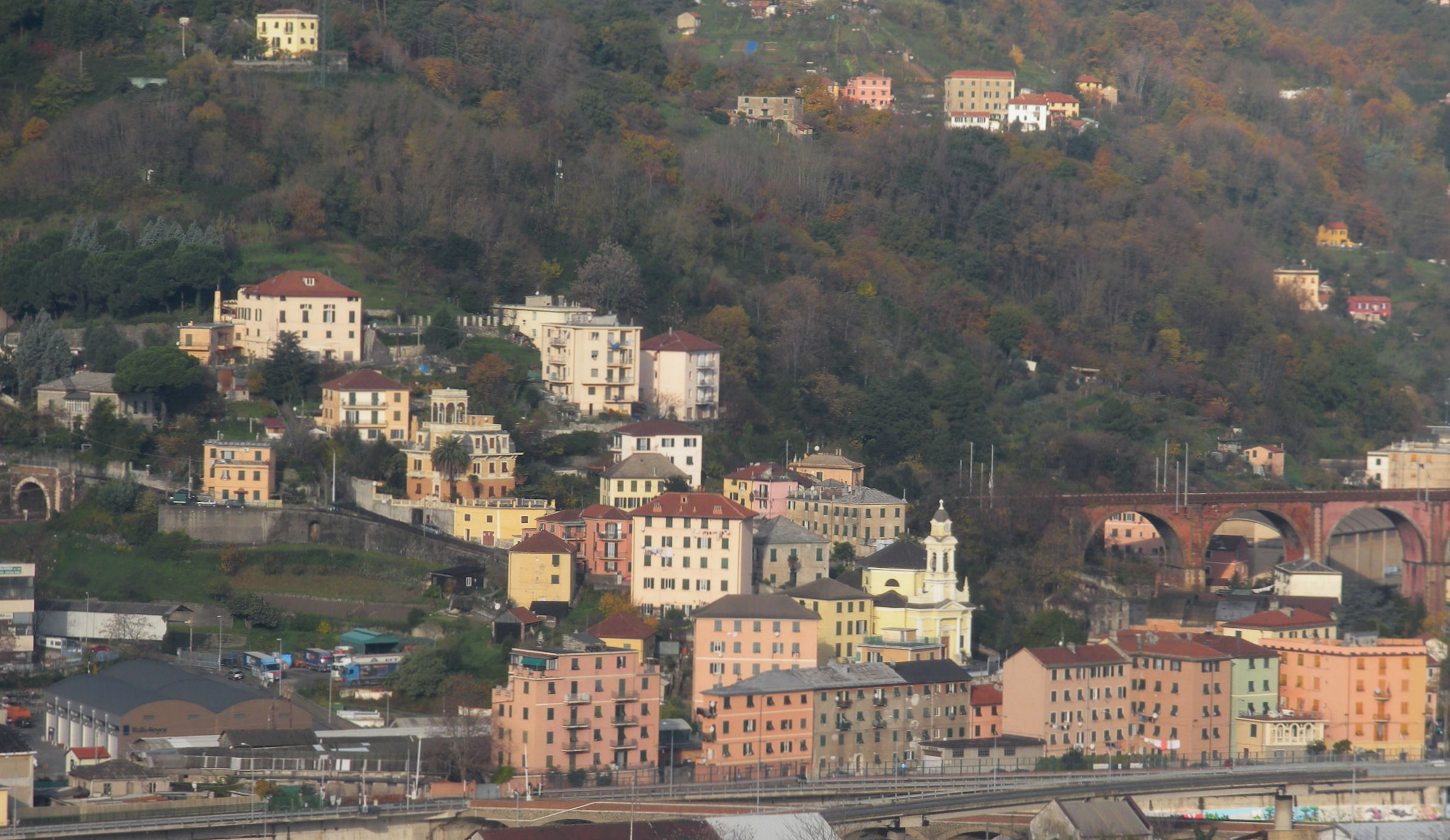
Veduta di Trasta

Trasta, che come Fegino è stata fino al 1926 una frazione del comune di Borzoli, si trova di fronte a Teglia, sul versante destro del Polcevera, alla confluenza del torrente omonimo ed è costituita da case in parte adagiate lungo il Polcevera, in parte lungo il torrente Trasta e da altre sparse sulle colline che ne risalgono la valle.
Il toponimo Trasta, di origine latina, indicherebbe l'esistenza di un guado e deriverebbe da Tulelasca, o Trasca, termine di derivazione celtica o iberica con il significato di borgata posta tra due corsi d'acqua, appunto il torrente Trasta ed il Polcevera.
Il centro del borgo, che comprende la chiesa di N.S. dell'Aiuto e le case intorno è comunemente chiamato "Barabini",  dal nome di un'antica famiglia locale.

## Monumenti e luoghi d'interesse

### Architetture civili

#### Castello Foltzer

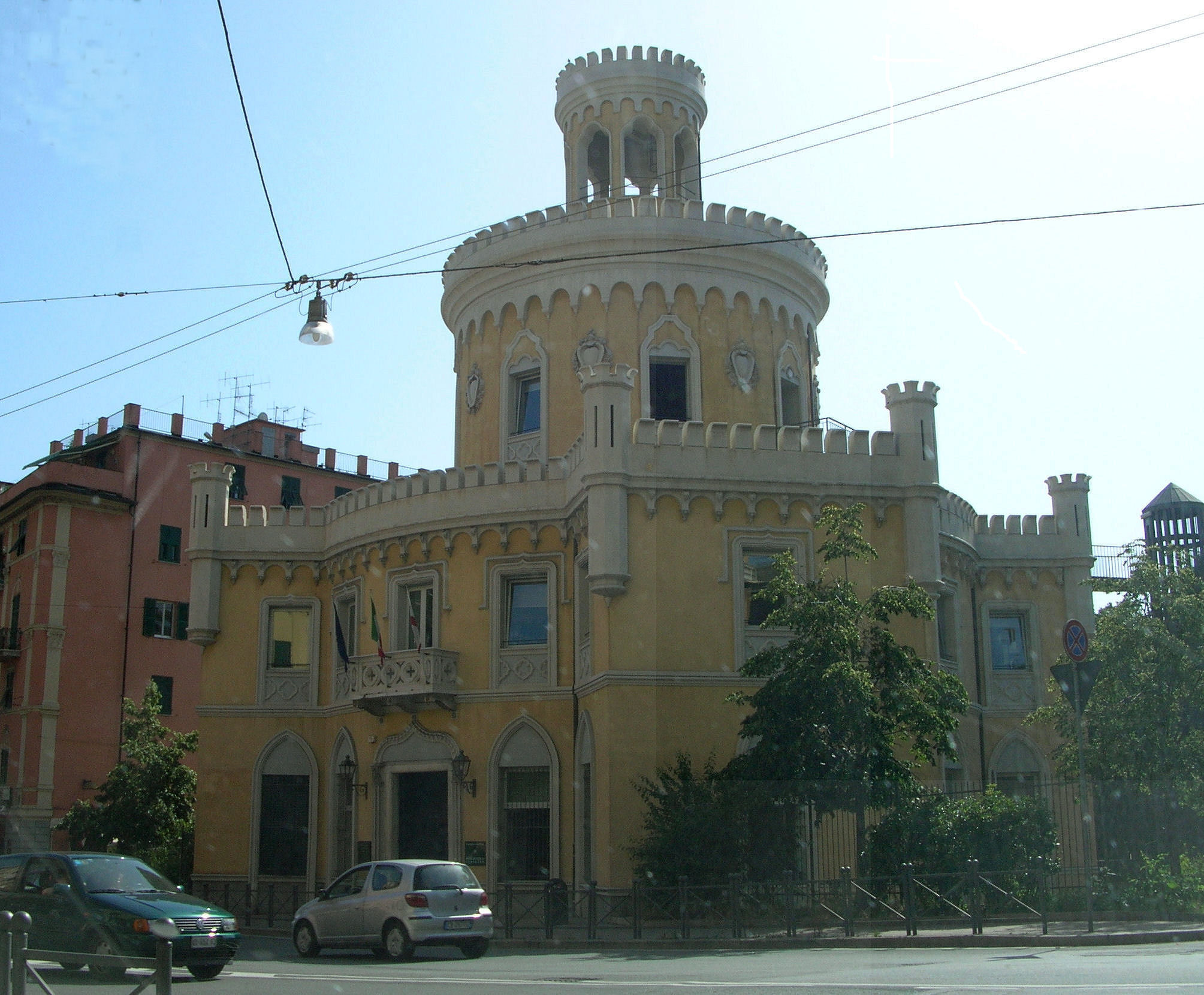
Il Castello Foltzer, oggi sede della civica biblioteca Cervetto

Il Castello Foltzer, situato nei pressi del ponte "dei Carabinieri" sul torrente Torbella, ha origine da un edificio adibito a sala da ballo e casa da gioco costruito nella seconda metà del Settecento. Dopo vari passaggi di proprietà intorno alla metà dell'Ottocento fu acquistato dall'allora sindaco di Rivarolo G.B. Cavaleri, che lo fece radicalmente ristrutturare, trasformandolo nel piccolo castello a pianta circolare con torrione centrale che vediamo oggi. Originariamente aveva un ampio giardino che si estendeva fino all'argine del Polcevera. Il "Casino Cavalieri", come era chiamato a quel tempo, per problemi economici del proprietario, fu venduto dopo pochi anni, passando nella proprietà della famiglia Foltzer, di origine alsaziana, proprietaria di un'azienda di raffinazione di oli minerali, dalla quale prese il nome: l'edificio fu utilizzato come abitazione del direttore dello stabilimento. Durante il ventennio fascista, dal 1932 divenne la “Casa del Fascio” e nel dopoguerra, sede della locale sezione del P.C.I.. È proprio in quegli anni, che un po' folkloristicamente e ironicamente, gli abitanti della zona hanno soprannominato l'edificio "il Cremlino", sia per una lontana somiglianza della conformazione della struttura al monumento russo, sia perché appunto sede della locale sezione dell'allora PCI.
Nel 1995, divenne proprietà del Comune di Genova e fu destinato a sede della biblioteca civica Cervetto, che dopo i lavori di restauro, durati dal 1997 al 2000, vi si è trasferita nel maggio 2001.

#### Palazzo Fieschi
I Fieschi, importante famiglia della nobiltà genovese e signori della zona, già nel Medioevo fecero costruire un palazzo presso la riva del Torbella, ai piedi della collina della Pigna, alla cui sommità sorgeva anche il "Castelluccio", distrutto nel 1325 durante gli scontri tra guelfi e ghibellini. Più volte rimaneggiato, nel XVII secolo divenne sede del capitanato della Polcevera e dal 1800 della municipalità rivarolese (recentemente ha nuovamente ospitato per alcuni anni gli uffici comunali decentrati).

#### Villa Pallavicini

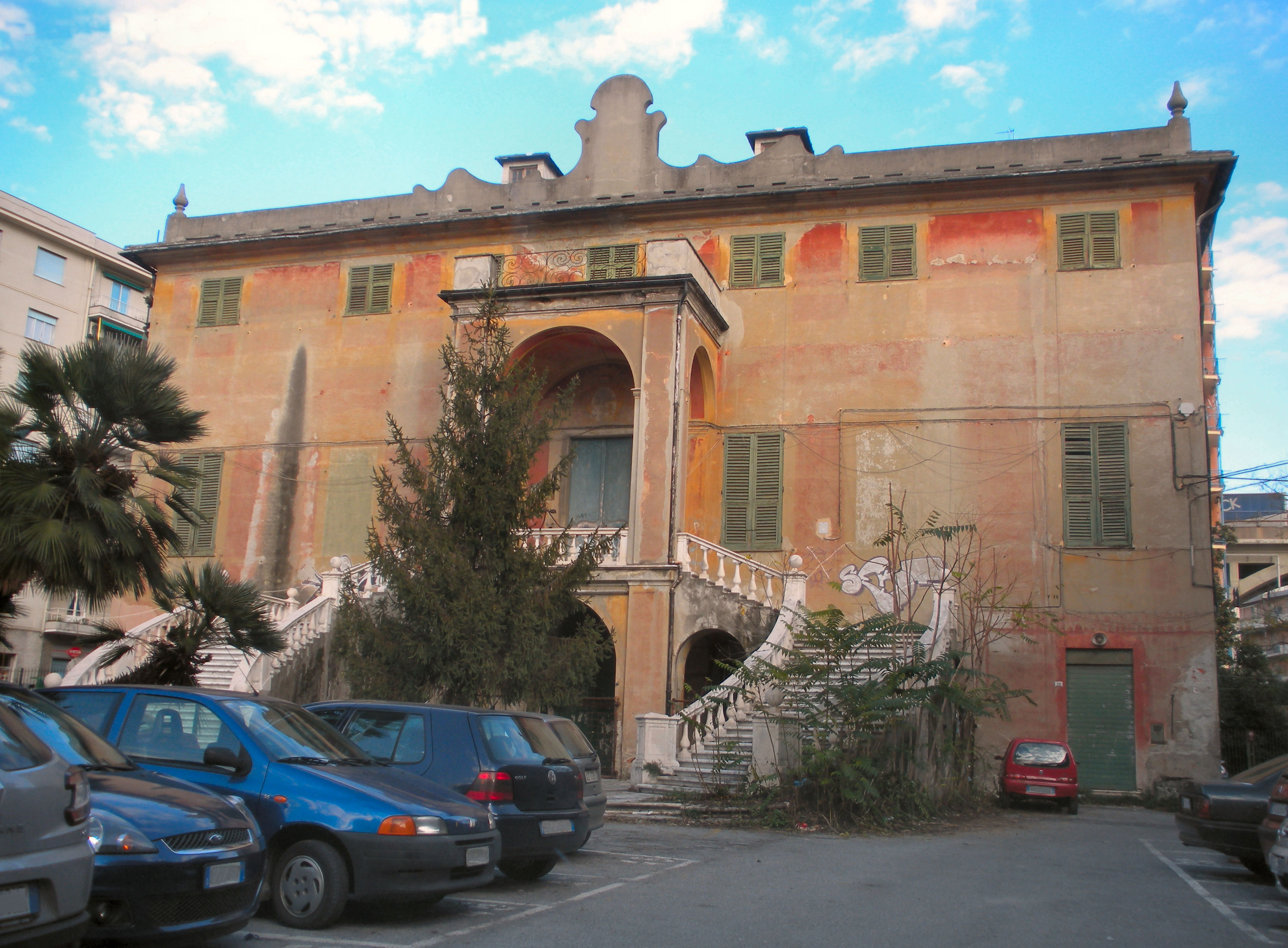
Villa Pallavicini

A poca distanza dal centro di Rivarolo, affacciata sulla omonima piazza, si trova la Settecentesca villa Pallavicini, in stato di abbandono dopo essere stata per lungo tempo sede degli uffici municipali decentrati. La villa è stata pesantemente penalizzata dai viadotti ferroviari costruiti nel Novecento, perdendo anche il grande parco che la circondava. Ad aprile 2021 è stato proposto un piano per il recupero e il riutilizzo ad uso pubblico.

#### Villa Spinola Parodi

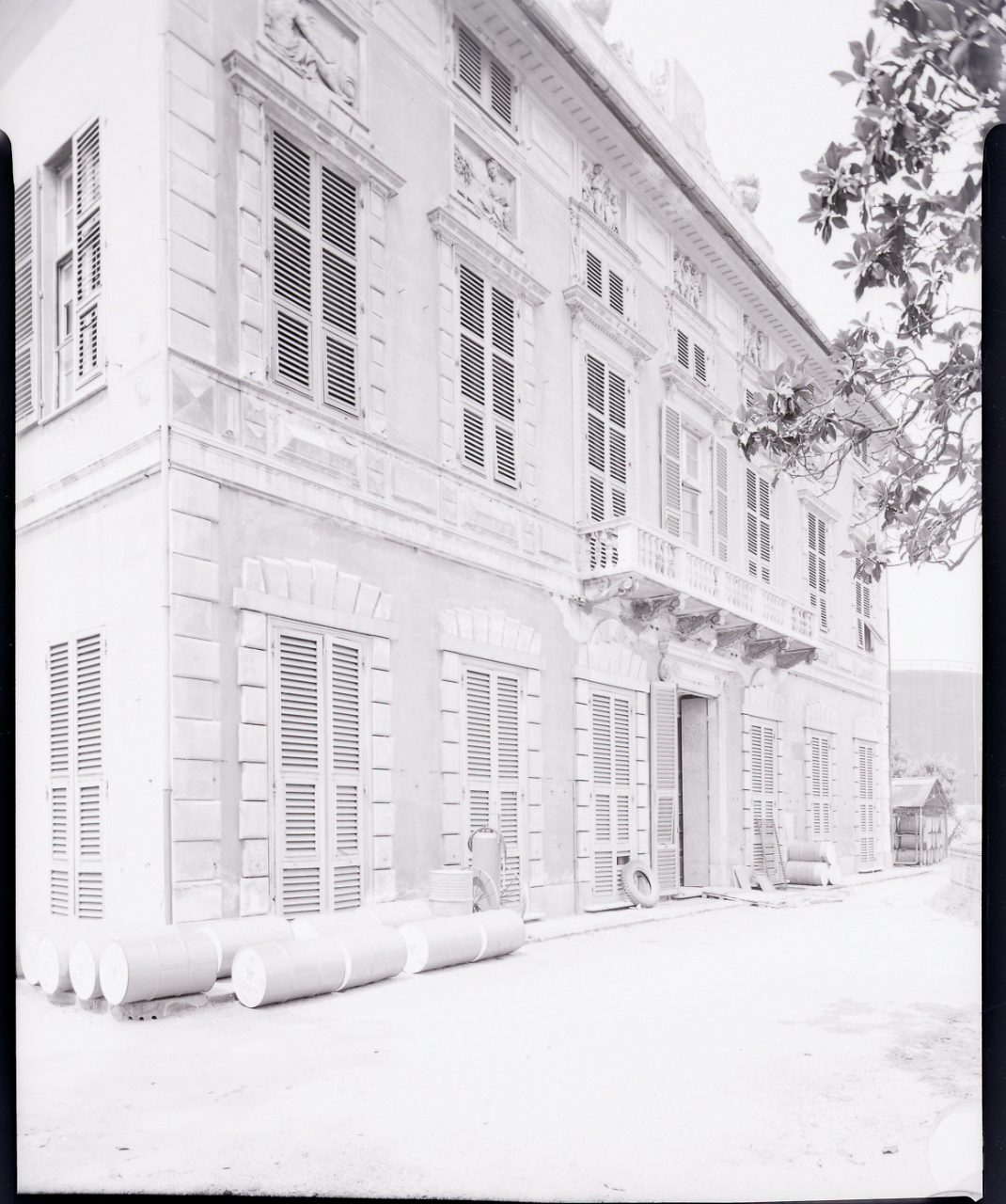
Villa Spinola Parodi in una foto di Paolo Monti del 1963

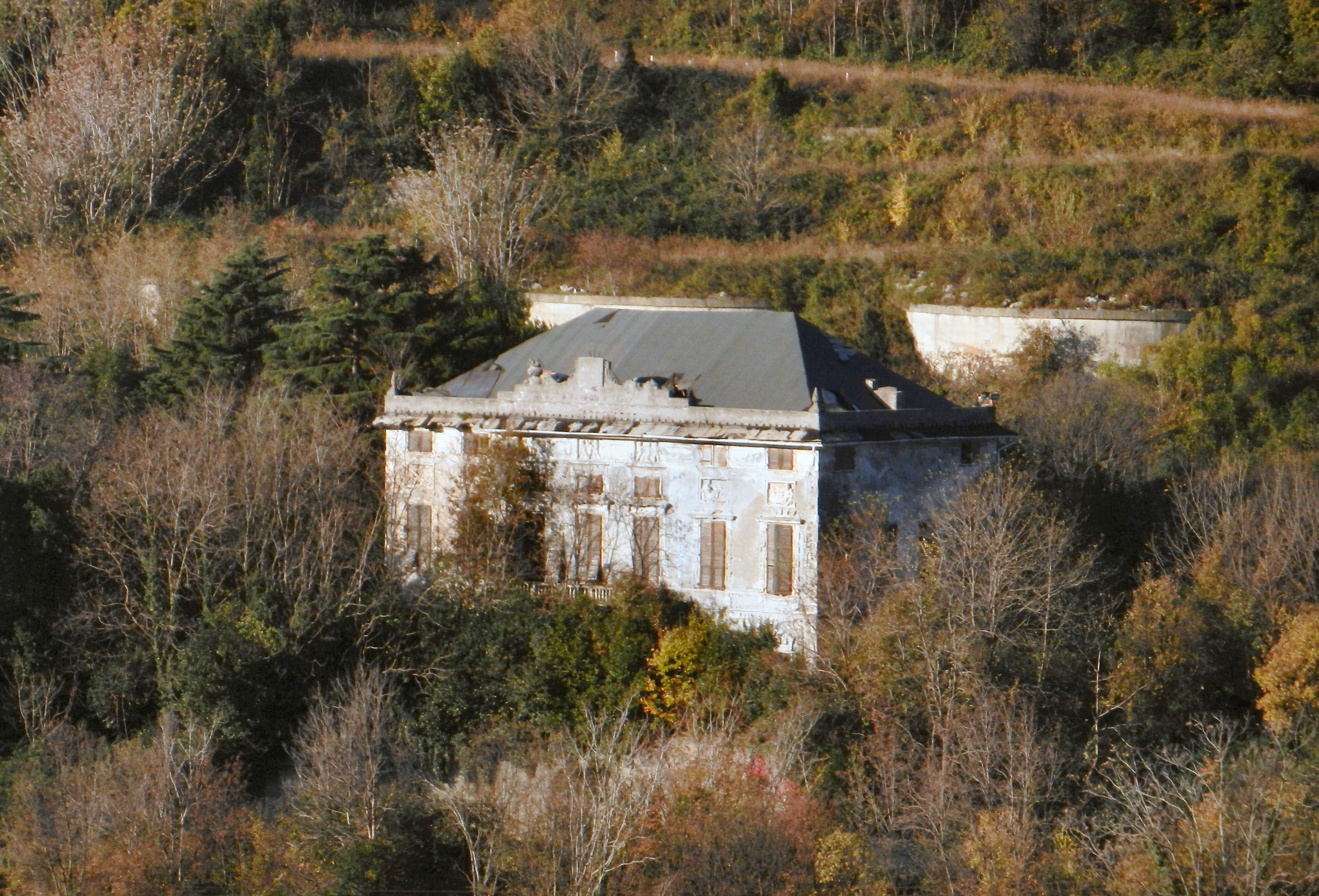
Villa Spinola Parodi nel 2020

Costruita a mezza costa sulla collina di Fegino nel XVIII secolo costituiva, insieme alla scomparsa villa Durazzo-Cataldi di San Quirico, un notevole esempio di architettura rococò del Settecento e testimonianza di una tipica residenza nobiliare di villeggiatura, una delle tante che costellavano il paesaggio della val Polcevera, all'epoca prevalentemente agricolo, prima della massiccia industrializzazione del Novecento. Sebbene ne fosse stato riconosciuto fin dal 1949 l'interesse storico-artistico, il vasto parco che la circondava fu trasformato nel secondo dopoguerra in un deposito petrolifero della società Permolio, compromettendo l'area sia sul piano paesaggistico sia su quello ambientale. Dopo la dismissione degli impianti è in corso un piano di riqualificazione. L'immobile si presenta in cattive condizioni di manutenzione ma ancora integro nelle sue caratteristiche costruttive e nelle finiture interne; degni di nota lo scalone interno, le decorazioni pittoriche ottocentesche e il grande ninfeo sul retro del palazzo.

### Architetture religiose
Nel quartiere di Rivarolo si trovano dieci chiese cattoliche parrocchiali, che fanno parte del vicariato "Rivarolo" dell'arcidiocesi di Genova.

#### Chiesa di Santa Maria Assunta

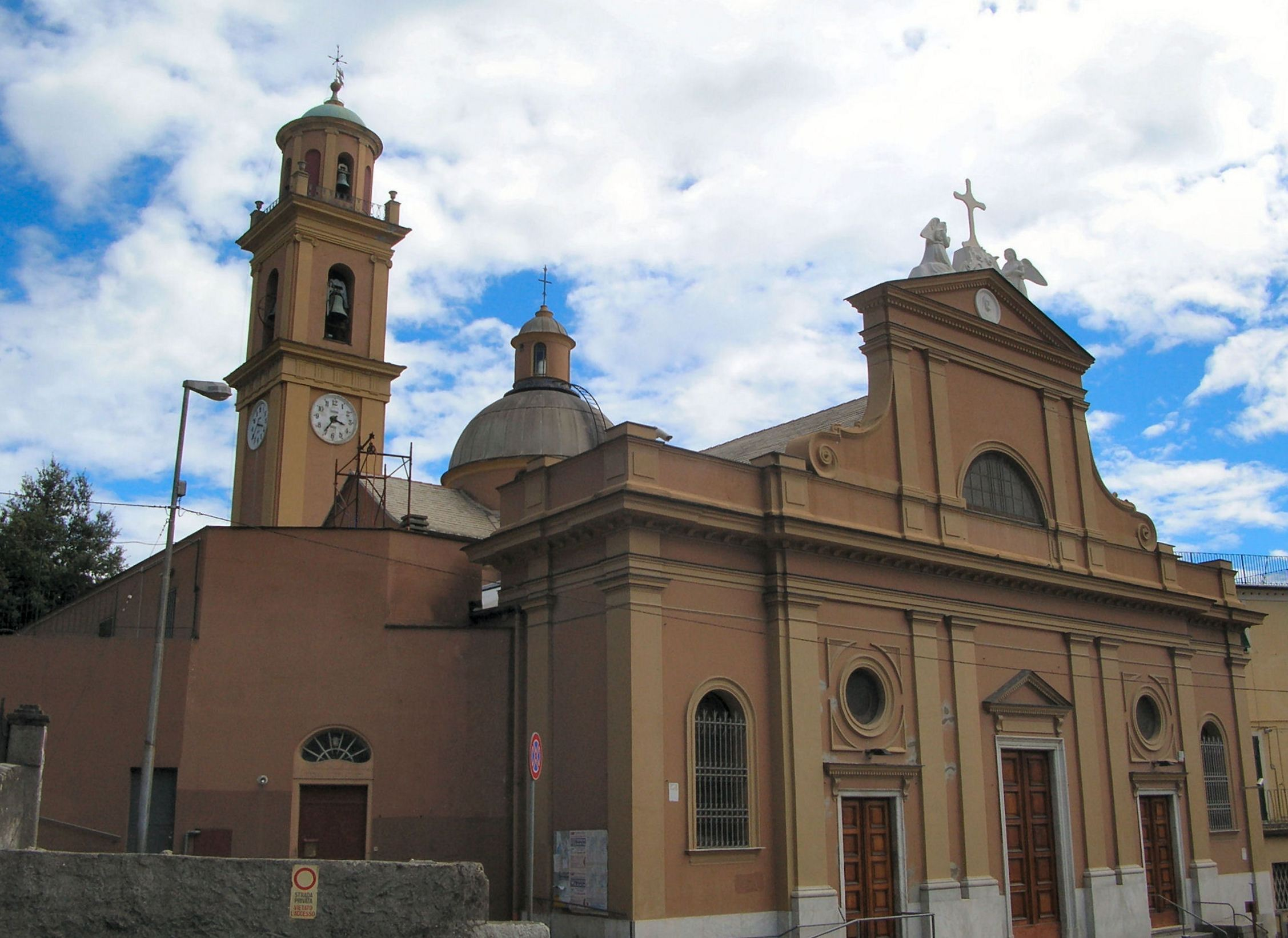
La chiesa di S. Maria Assunta

La pieve dell'Assunta di Rivarolo è documentata dall'XI secolo ma si ritiene che risalga al basso Medioevo Consacrata nel 1444 e più volte rimaneggiata fu completamente ricostruita tra il 1643 e il 1646. Fu oggetto di ampliamenti e restauri tra Ottocento e Novecento. Dal 1485 al 1858 ne ebbe il giuspatronato la famiglia Fieschi. Nel 1502 ne fu arciprete. pur non risiedendovi, il cardinale Giuliano della Rovere, che l'anno seguente sarebbe stato eletto papa con il nome di Giulio II. Nel corso degli anni furono arcipreti anche diversi prelati appartenenti alla famiglia Fieschi, tra cui i cardinali Lorenzo Maria Fieschi e Adriano Fieschi, morto il quale si aprì una lunga controversia tra la famiglia e la curia genovese, conclusa solo nel 1897 quando la chiesa fu affidata al clero diocesano.
Vi sono conservate diverse opere d'arte, tra cui dipinti di Francesco Campora (1693-1753) e Giovanni Raffaele Badaracco (1645-1717).

#### Chiesa di San Bartolomeo della Certosa

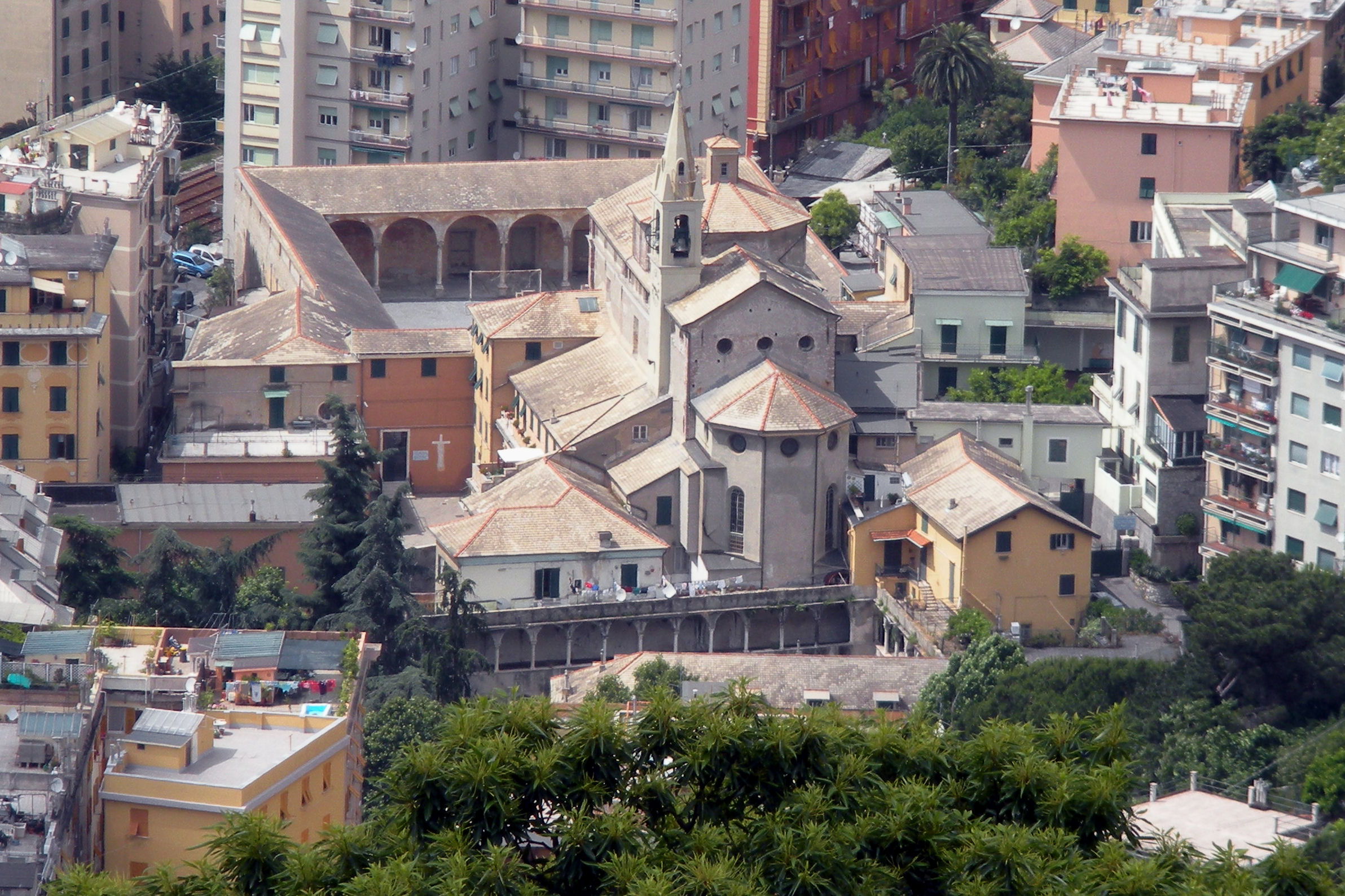
Il complesso di S. Bartolomeo della Certosa

L'antico monastero certosino, che dà il nome al quartiere, fu fondato alla fine del XIII secolo da Bartolomeo (Bartolino) Dinegro; l'annessa chiesa in suo onore fu dedicata a San Bartolomeo. Inizialmente aveva modeste dimensioni ed era abitato da soli sei monaci; nel corso dei secoli, ed in particolare nel Cinquecento, grazie a donazioni delle famiglie Dinegro, Doria e Spinola, fu ampliato ed arricchito di opere d'arte. Nella prima metà del Cinquecento, fu costruito il grande chiostro. La chiesa fu consacrata l'8 settembre 1563 dal vescovo mons. Gerolamo Ferragatta.
Nel 1801, dopo che i certosini avevano abbandonato il complesso per le leggi napoleoniche di soppressione degli ordini religiosi, la chiesa passò al clero secolare e divenne parrocchia. Importanti restauri furono eseguiti nella seconda metà dell'Ottocento da Maurizio Dufour.
La chiesa ha una sola navata. Notevole l'altare maggiore del XVII secolo decorato con marmi policromi e culminante in un tempietto sormontato dal Crocifisso. Ai lati dell'altare si trovano i monumenti funebri del doge Ambrogio Di Negro e del figlio Orazio.
Una porta sul lato destro della chiesa immette nella cappella di San Bartolomeo, dove sono conservate alcune notevoli opere d'arte, tra cui un'Incoronazione di spine, recentemente attribuita al Caravaggio. Al Victoria and Albert Museum di Londra sono oggi conservati i portali di due cappelle del XV secolo demolite durante i restauri ottocenteschi.

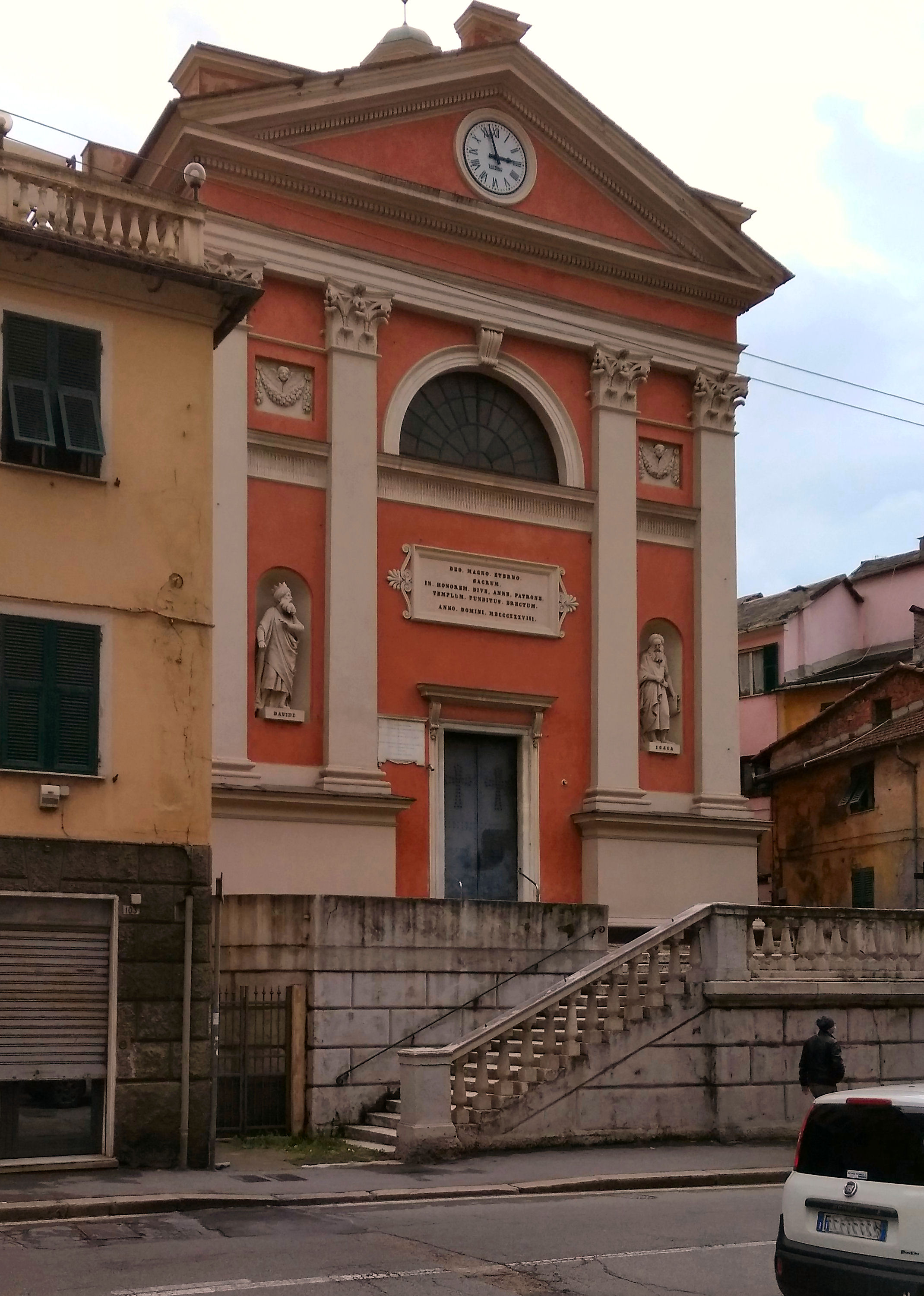
La chiesa di S. Anna di Teglia

#### Chiesa di Sant'Anna di Teglia
La chiesa di Sant'Anna di Teglia fu costruita nel 1834 dall'architetto Felice Orsolino nel luogo dove già sorgeva una cappella seicentesca. La nuova chiesa, costruita grazie a sottoscrizioni pubbliche (tra i benefattori è citata anche la zia di Giuseppe Mazzini, Antonietta Drago, che vi è sepolta) fu inaugurata il 26 luglio 1838 ed eretta in parrocchia nel 1884 dall'arcivescovo Salvatore Magnasco.
La facciata è decorata con due statue in stucco dei personaggi biblici Isaia e David, dello scultore savonese Antonio Brilla. Il campanile fu eretto nel 1881 su progetto di Maurizio Dufour.
All'interno è custodito un gruppo ligneo raffigurante Sant'Anna e Maria SS. scolpito nel 1891 da Antonio Canepa.

#### Chiesa di Sant'Ambrogio di Fegino

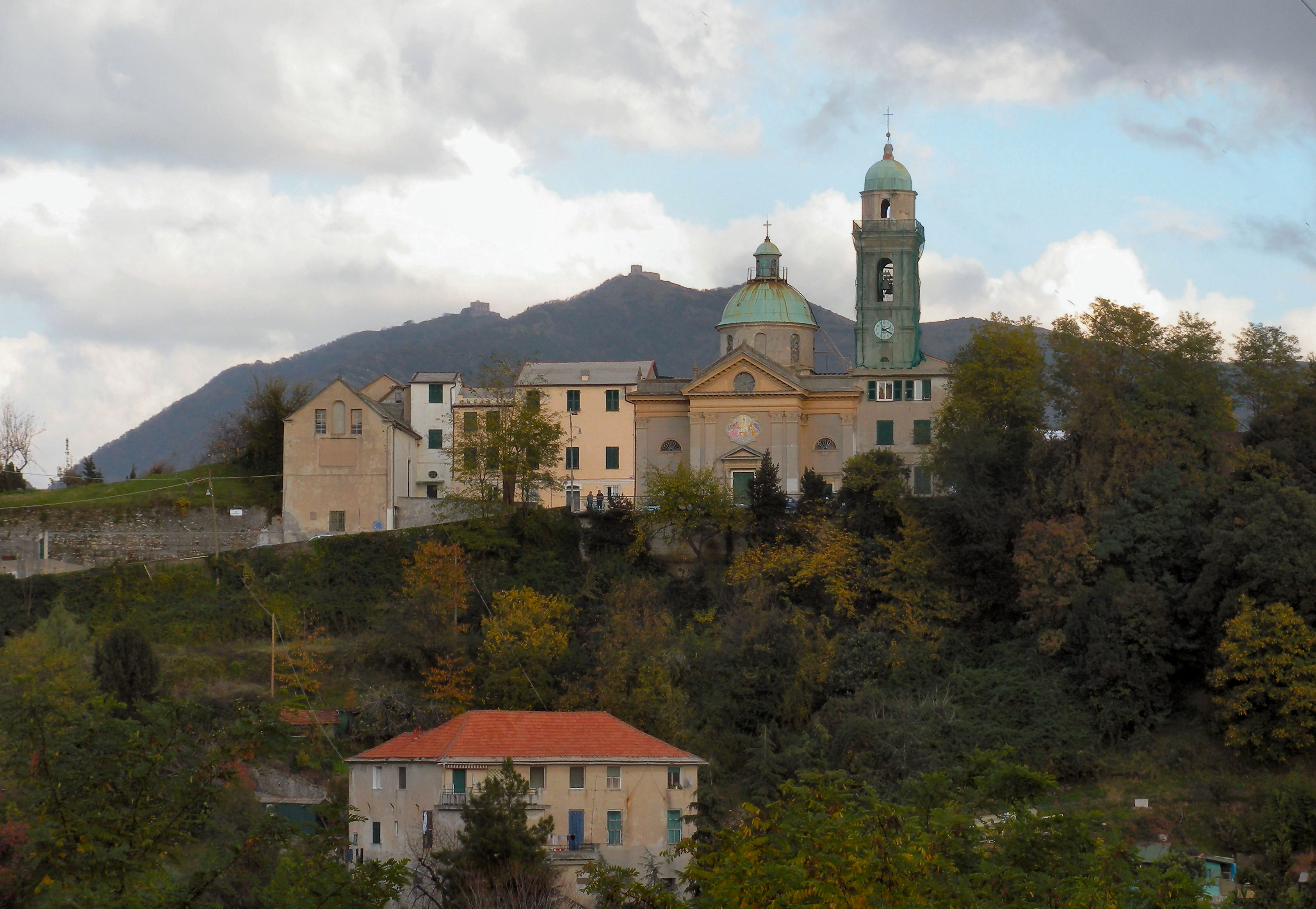
La chiesa di Sant'Ambrogio di Fegino

Le prime notizie della parrocchiale di Fegino risalgono al 1122; nel 1311 è citata come dipendente della pieve di S. Stefano di Borzoli. L'attuale chiesa fu costruita nel XVII secolo e consacrata dal card. Stefano Durazzo nel 1647. Gravemente danneggiata e saccheggiata dai soldati austriaci durante la guerra del 1746-1747 e in seguito anche da un incendio, fu completamente restaurata nella seconda metà del XIX secolo quando avvenne la trasformazione della pianta a croce greca e fu realizzata la grande cupola con copertura in rame.

#### Chiesa di Santa Maria del Garbo

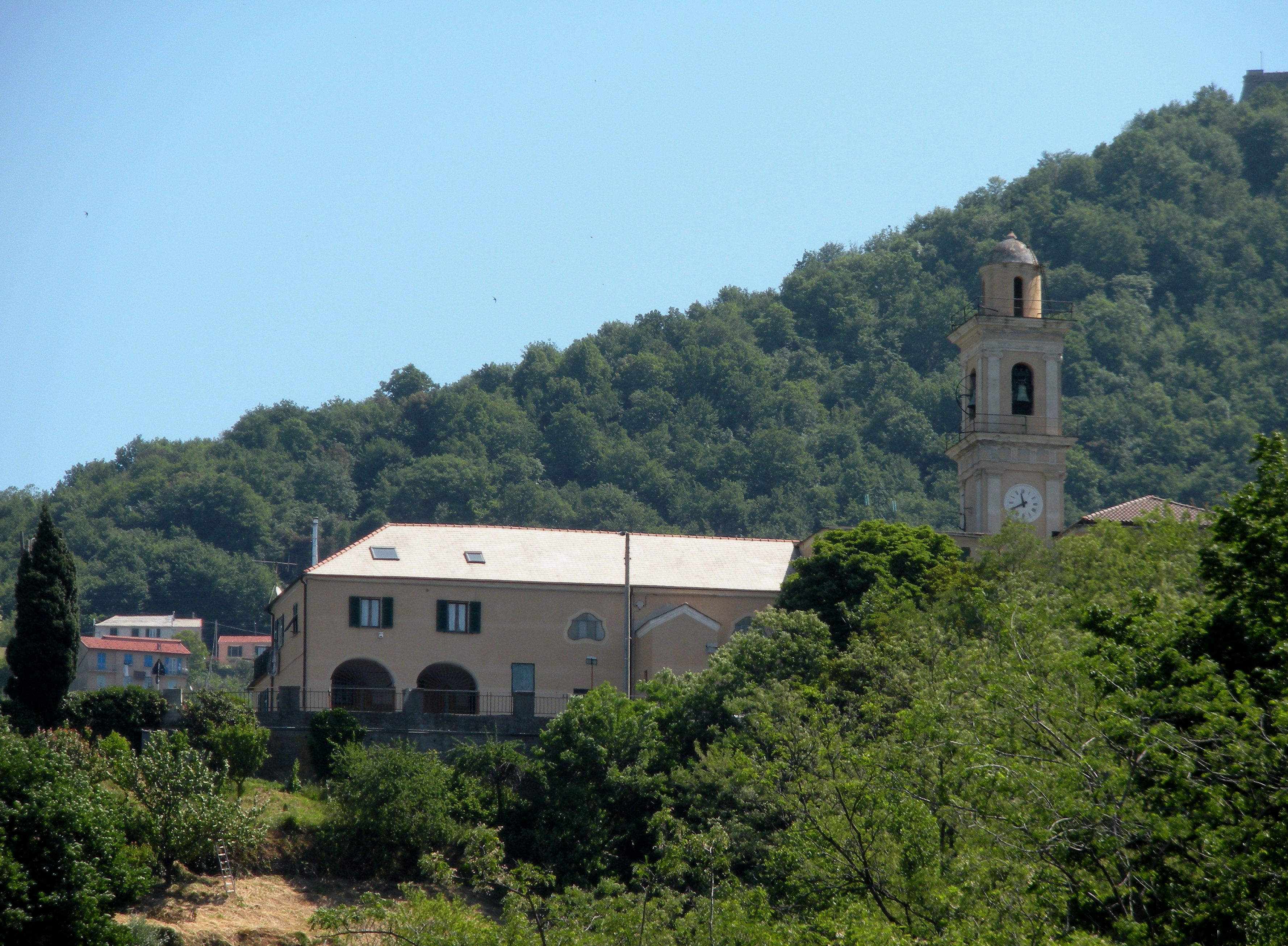
Il santuario del Garbo

Il santuario della Madonna del Garbo, ritenuto il più antico della Val Polcevera, è citato per la prima volta in documenti del 1365. La chiesa fu costruita nei primi decenni del XIV secolo in seguito al ritrovamento nel cavo di un castagno di un'immagine della Madonna incisa su una tavoletta. Secondo la leggenda l'immagine, ritrovata da un giovane del luogo che la portò a casa, scomparve e fu nuovamente ritrovata nel cavo dell'albero. Il fatto fu ritenuto prodigioso e sul luogo fu costruita una prima chiesetta, ricostruita nel 1631 e poi completamente ristrutturata nel 1881; fu eretta in parrocchia dal card. Minoretti nel 1931. La chiesa è priva di una facciata dominante, e vi si accede attraverso un porticato laterale. All'interno, oltre alla storica immagine della Madonna, si trovano una statua in marmo della Madonna di Francesco Ravaschio (1791) e una serie di piccole statue raffiguranti i dodici apostoli, scolpite nel 1850 dallo scultore tedesco Pitscheider.

#### Chiesa di Santa Caterina in Begato

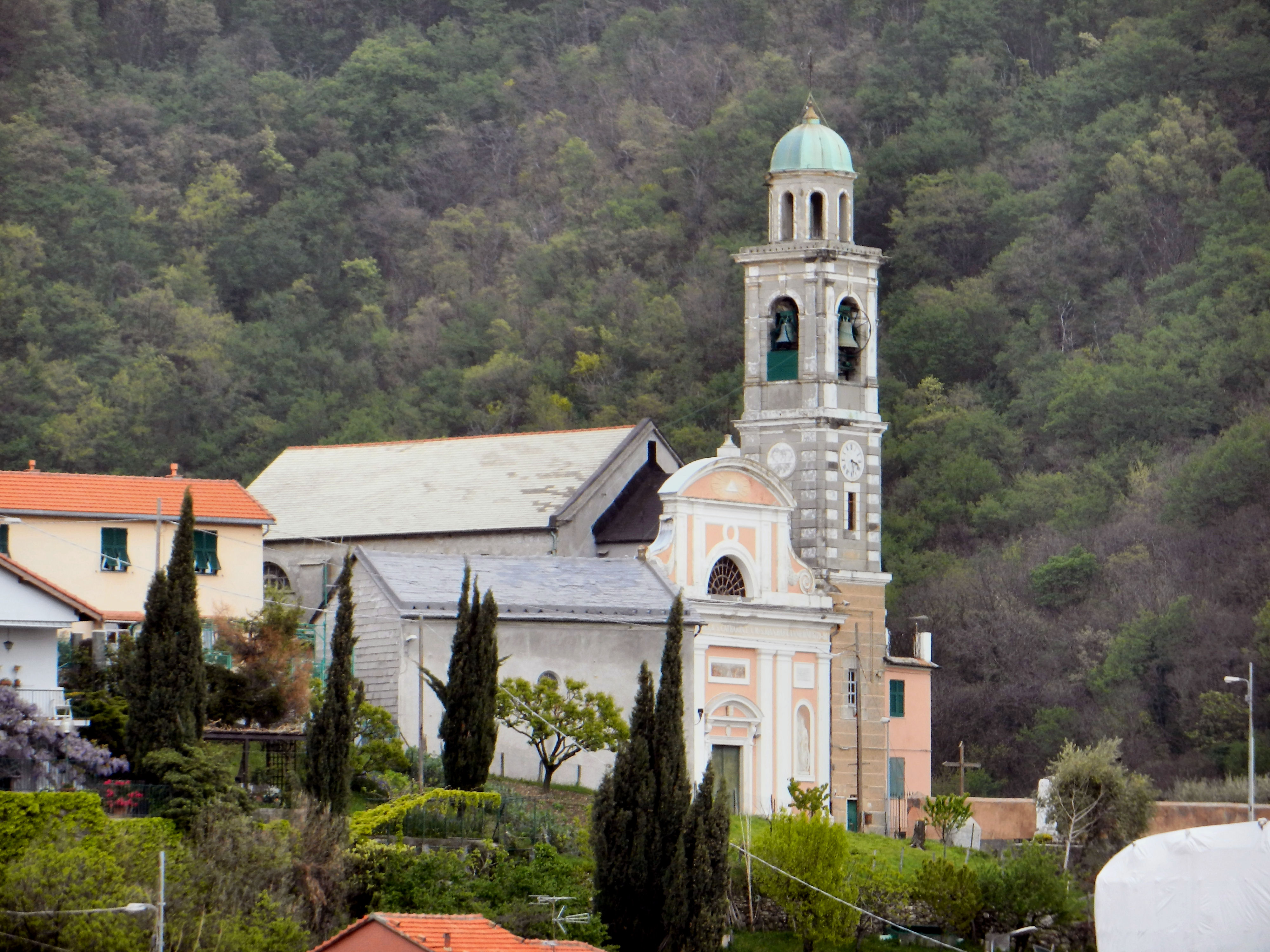
La chiesa di S. Caterina di Begato

La chiesa di Begato, dedicata a santa Caterina d'Alessandria, è citata per la prima volta in un documento notarile del 1514, in cui cinque abitanti del paese commissionarono al pittore Francesco da Cremona un quadro raffigurante Santa Caterina d'Alessandria; nel 1519 è indicata come dipendente dalla parrocchia di S. Stefano di Geminiano e tale rimase fino al 1639, quando divenne parrocchiale sotto il titolo di S. Caterina e S. Giovanni Battista.
Ricostruita nel Seicento subì gravi danni e saccheggi nel corso degli avvenimenti bellici del 1746-1747 e nel 1800 (quando fu colpita da un cannoneggiamento dei francesi) che la ridussero ad uno stato di degrado tale da rendere necessaria una nuova ricostruzione. I lavori ebbero inizio però solo nel 1879, con il contributo di alcuni ricchi benefattori e grazie al lavoro manuale dei parrocchiani. Nel 1890 fu eretto il campanile. La nuova chiesa fu consacrata il 4 giugno 1893.
La chiesa, a navata unica, ha sette altari; vi sono conservate tele di Giacomo Beni (San Giovanni della Croce e S. Giovanni della Croce in preghiera della Madonna del Carmelo) e Gioacchino Assereto (Morte di Santa Monica), oltre ad un antico pulpito proveniente dallo scomparso ospedale di San Biagio del Borghetto.

#### Chiesa di San Giovanni Battista della Costa

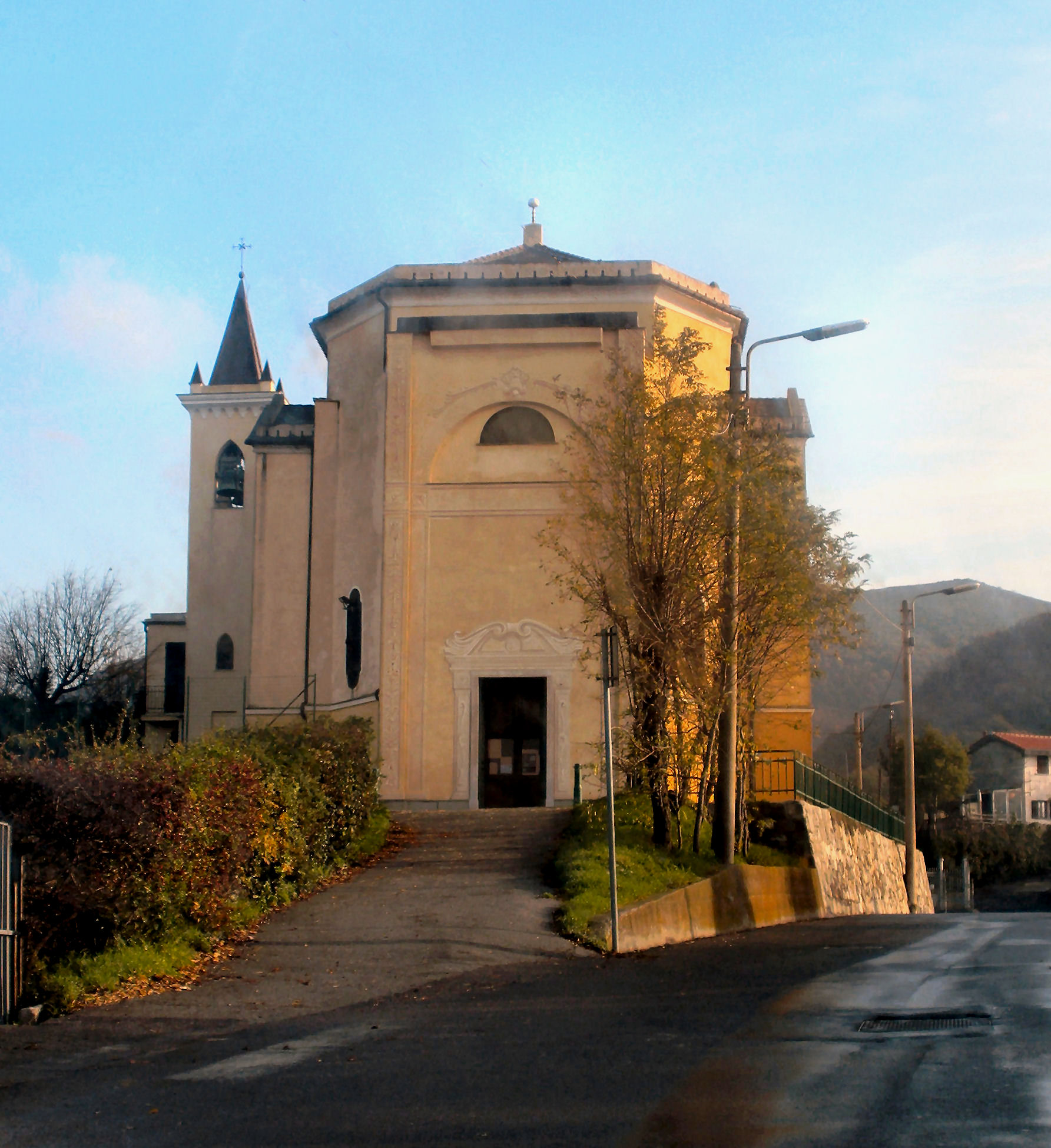
La chiesa di S. Giovanni Battista della Costa

L'attuale chiesa della Costa di Rivarolo trae origine da una cappella rurale esistente fin dal 1620, costruita a metà strada tra il convento della Misericordia e Begato. La cappella fu ristrutturata intorno alla metà dell'Ottocento e nuovamente all'inizio del Novecento.
Nel 1917, con il contributo degli abitanti, fu completamente riedificata nella forma attuale, a pianta ottagonale con tre altari; nello stesso anno con decreto dell'arcivescovo Ludovico Gavotti fu eretta in parrocchia autonoma. In quell'occasione la parrocchia di Begato cedette alla nuova chiesa il titolo del proprio contitolare San Giovanni Battista.
Nel 1921 fu la chiesa fu ornata con dipinti di Luigi Gainotti e Achille De Lorenzi.

#### Chiesa del SS. Nome di Gesù del Borghetto
La chiesa del SS. Nome di Gesù del Borghetto è stata costruita tra il 1956 e il 1958 nel luogo dove fino alla fine del XVIII secolo sorgeva l'ospedale con l'annessa chiesa dedicata a San Biagio che il patrizio genovese Opizzo Leccavela aveva fatto costruire nel 1178 in memoria del fratello Ottavio, assassinato per motivi politici.
Cessato l'ospedale, anche la chiesa di San Biagio fu chiusa al culto e trasformata in magazzino. Con l'incremento della popolazione della zona, nei primi anni del Novecento i parroci di Certosa e Rivarolo proposero all'arcivescovo Edoardo Pulciano di costruire una nuova cappella nella zona del Borghetto. Grazie alle offerte di numerosi benefattori, nel 1916 fu acquistato il terreno. Tuttavia per varie vicissitudini, anche di carattere finanziario, i lavori furono completati solo nel 1944. La modesta cappella, intitolata al SS. Nome di Gesù, divenne vicaria autonoma nel 1945 e fu eretta in parrocchia dal card. Pietro Boetto nel giugno del 1946.
Nel frattempo fu decisa la costruzione dell'attuale chiesa; la prima pietra del nuovo edificio sacro, costruita su progetto degli architetti romani Antonio Petulli, Paolo Marabotto e Guglielmo Borelli, fu posta il 9 giugno 1956 alla presenza del card. Giuseppe Siri, il quale inaugurò la nuova chiesa il 25 agosto 1958, poi consacrata dallo stesso card. Siri il 7 novembre 1959.

#### Chiesa di Nostra Signora dell'Aiuto

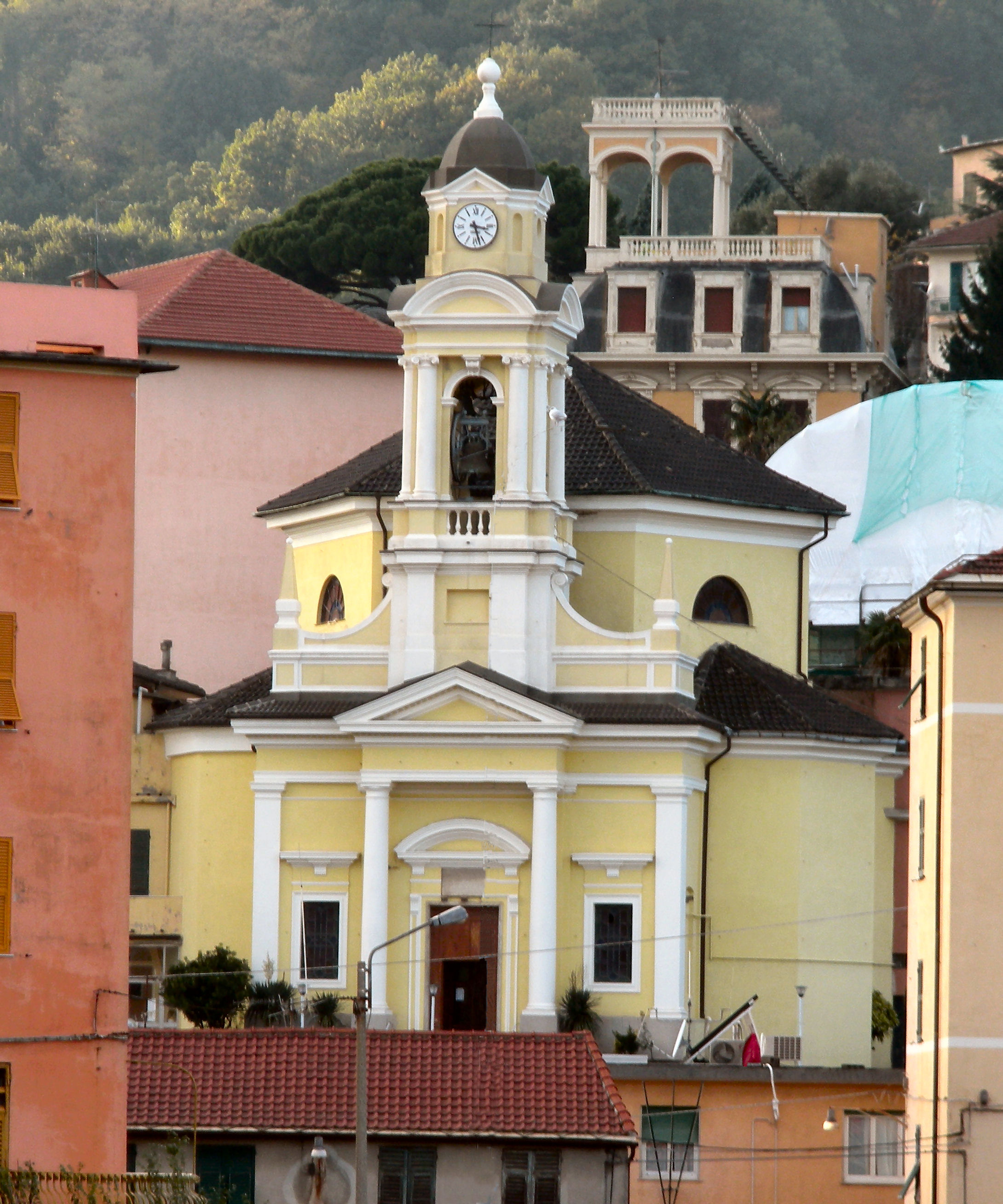
La chiesa di N.S. dell'Aiuto

La chiesa parrocchiale di Trasta fu costruita tra il 1915 e il 1919 su progetto dell'ing. Gerolamo Torre. Tra i contributi per la sua costruzione anche un'offerta di 10000 lire del papa genovese Benedetto XV. Aperta al culto il 19 ottobre 1919 fu eretta in parrocchia il 24 febbraio 1927 con decreto del card. Carlo Dalmazio Minoretti.
Alla base della devozione a N.S. dell'Aiuto ci fu il rinvenimento fatto da Maria Monticelli il 9 agosto 1708 di un bassorilievo marmoreo raffigurante la Madonna. Il bassorilievo, scomparso misteriosamente e ritrovato due anni dopo, fu collocato in una piccola cappella: da allora quell'immagine viene invocata dai fedeli con il nome di Nostra Signora dell'Aiuto. Quando, per l'incremento di popolazione nella zona, fu deciso di costruire una nuova chiesa, autonoma dalla parrocchia di Fegino, dalla quale fino ad allora dipendeva Trasta, fu naturale l'intitolazione a N.S. dell'Aiuto. Nella chiesa è conservata una statua lignea di N.S. dell'Aiuto scolpita da Antonio Canepa.

#### Chiesa di Santa Croce e Maria Ausiliatrice
La chiesa del quartiere CIGE fu costruita negli anni ottanta del Novecento a servizio degli abitanti del nuovo quartiere collinare ed eretta in parrocchia dal 1987, con decreto del cardinale Giuseppe Siri del 24 settembre 1986.

#### Cappella di N.S. della Misericordia
La cappella di N.S. della Misericordia è quanto rimane del convento francescano del 1612 e nell'Ottocento è stata integrata nel complesso dell'ospedale Celesia.

#### Chiesa (od oratorio) di Santo Stefano delle Fosse
Si trova in via Carnia, l'antica via di collegamento tra Rivarolo e Teglia. Costruita probabilmente nel XVI secolo e restaurata nell'Ottocento, conserva un importante ciclo pittorico di Giovanni Raffaele Badaracco, composto di tredici tele, di cui undici con scene della passione di Cristo e due con episodi della vita di santo Stefano.

#### Abbazia di San Nicolò del Boschetto

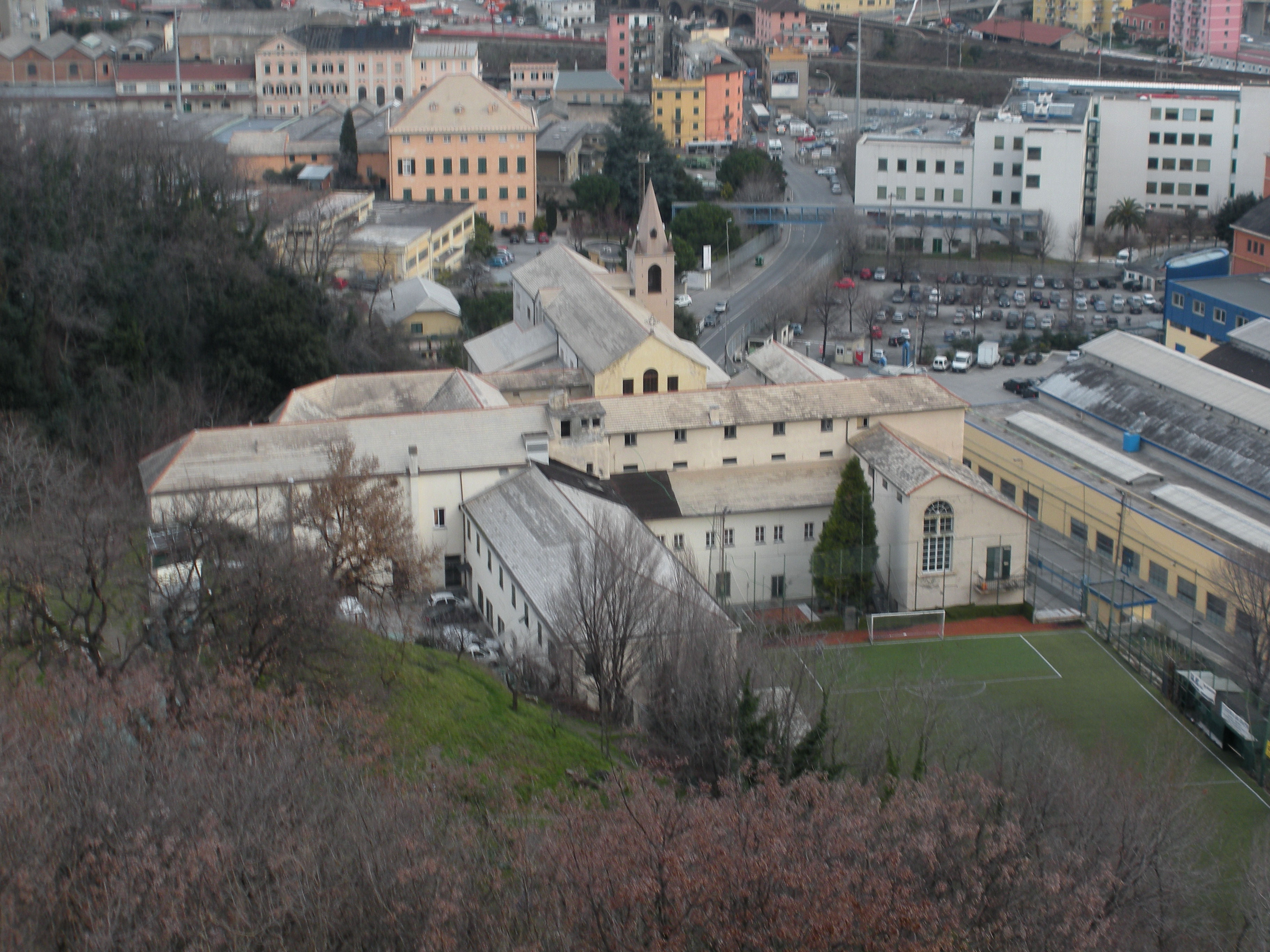
La Badia del Boschetto

Presso Fegino (anche se amministrativamente è compresa nel quartiere di Cornigliano) si trova l'Abbazia di San Nicolò del Boschetto. In questo luogo, nel 1311, il patrizio genovese Magnano (o Magnone) Grimaldi fece costruire una cappella che un secolo dopo la famiglia Grimaldi donò ai monaci benedettini, finanziando la costruzione del complesso monastico. Nella chiesa vi sono diverse tombe dei Grimaldi e di altre famiglie patrizie genovesi, tra le quali una della famiglia Doria (1474). Il monastero del Boschetto fu abbandonato dai monaci all'inizio del XIX secolo, a causa delle leggi di soppressione degli ordini religiosi, e divenne proprietà privata della famiglia Delle Piane. I monaci ritornarono dal 1912 e vi rimasero fino al 1958, quando il complesso fu affidato all'Opera Don Orione.

### Architetture militari

#### Forti e mura
La linea della Mura Nuove costruite nel Seicento dalla Repubblica di Genova ed ampliate nell'Ottocento dal Genio Militare Sabaudo, fa da coronamento alle colline sul versante sinistro della Val Polcevera,. Partendo dal Forte Crocetta, che sovrasta Certosa, si susseguono il Forte Tenaglia, le mura di Monte Moro, le mura di Granarolo con la porta omonima, le mura di Begato, il Forte Begato e il Forte Sperone. All'esterno delle mura, contornano la valle del Torbella il Forte Puin, i ruderi del Forte Fratello Maggiore e il Forte Fratello Minore.

#### Torri ottocentesche
Nei pressi di Fregoso si trovano tre delle torri difensive, mai completate, la cui costruzione, proposta dal maggiore Giulio D'Andreis, direttore del Genio Militare Sabaudo nella piazza di Genova, fu avviata negli anni venti dell'Ottocento.
Queste torri, ispirate alle torri Martello inglesi, avrebbero dovuto servire come postazioni avanzate all'esterno delle mura. Solo la Torre San Bernardino e la Torre Quezzi, nella Val Bisagno, furono completate, mentre i lavori per le altre furono interrotti, sia per il costo ritenuto eccessivo sia perché considerate non più utili per il mutamento della situazione politica e militare. Delle tre torri costruite nella parte alta della valletta del rio Maltempo (denominate Monte Moro, Granarolo e Monticello), all'esterno delle Mura di Granarolo, tra i forti Tenaglia e Begato, fu realizzato solo il piano seminterrato e il piano terra. La torre di Monte Moro, visibile da via B. Bianco, e quella di Granarolo, in via ai Piani di Fregoso, lungo la mulattiera che dalla porta di Granarolo scende al Garbo, sono le meglio conservate. La torre Monticello, nei pressi dell'abitato di Fregoso, è completamente nascosta da una fitta vegetazione. A poca distanza dalla torre di Monte Moro, avvolte dalla vegetazione, si trovano le fondamenta della cosiddetta "Torre delle Bombe", ultima di queste torri difensive mai completate. Diversamente dalle altre tre, di questa prima dell'interruzione dei lavori erano state realizzate solo le fondamenta e parzialmente il seminterrato.

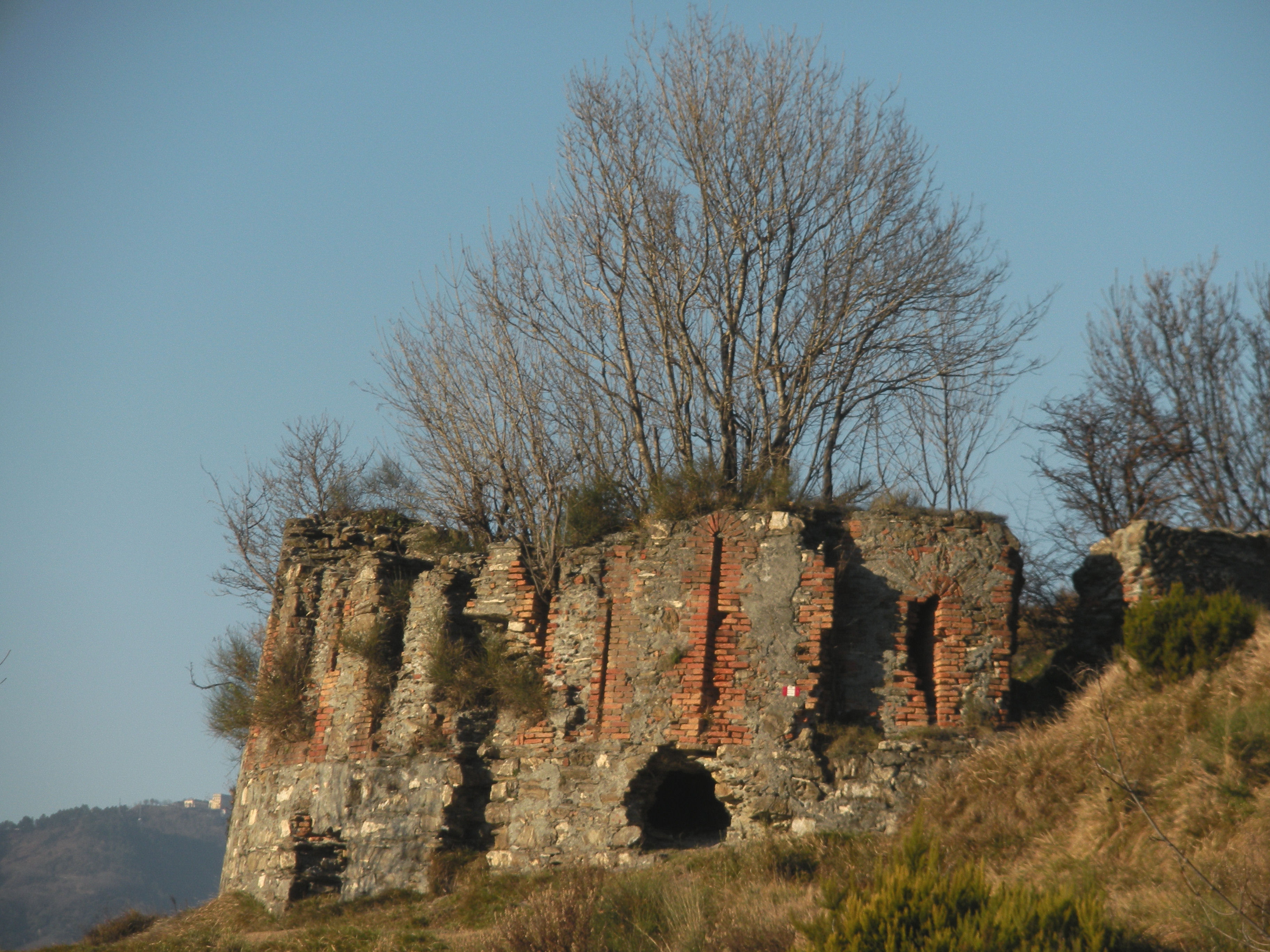
Torre di Monte Moro
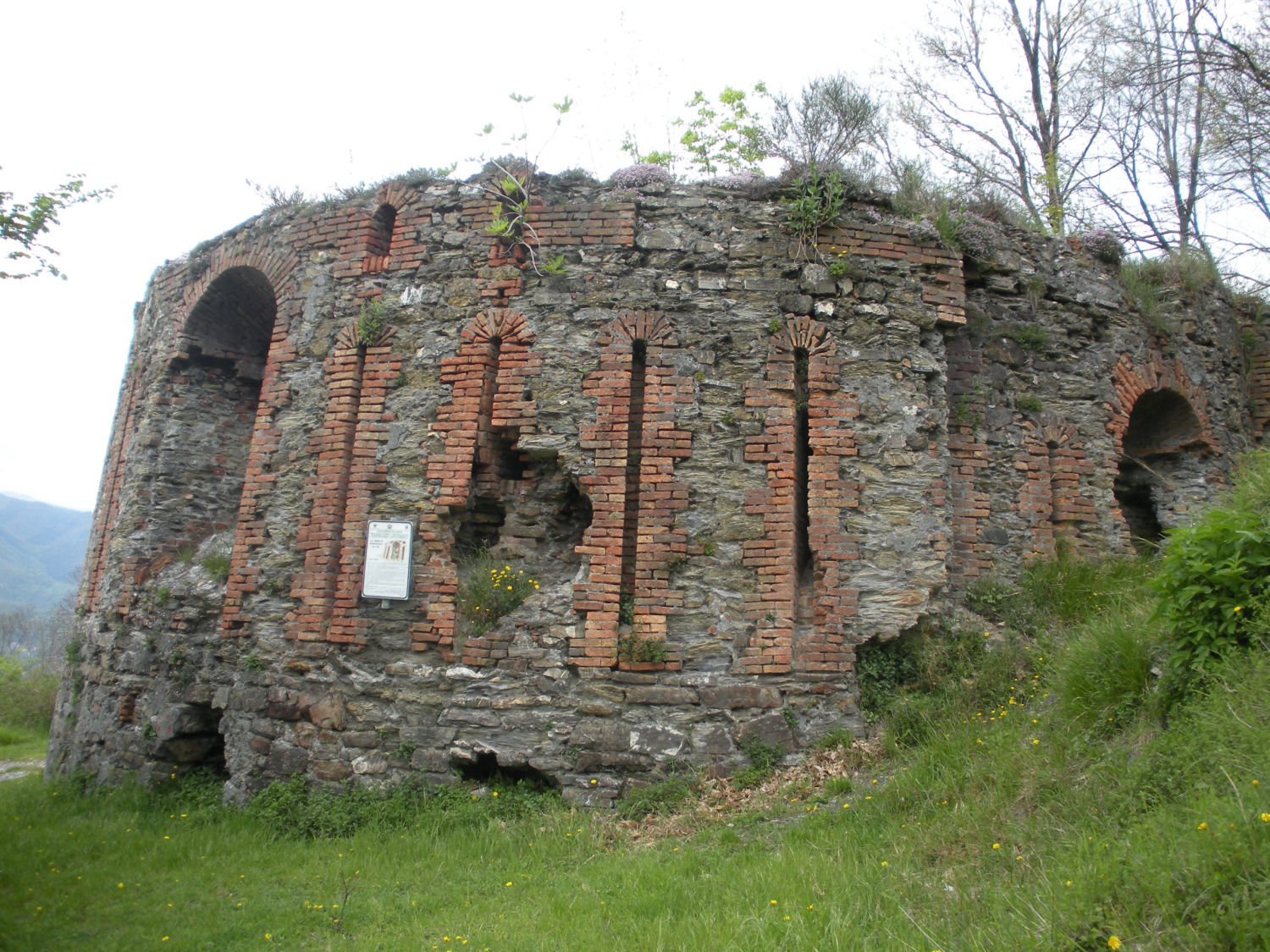
Torre Granarolo
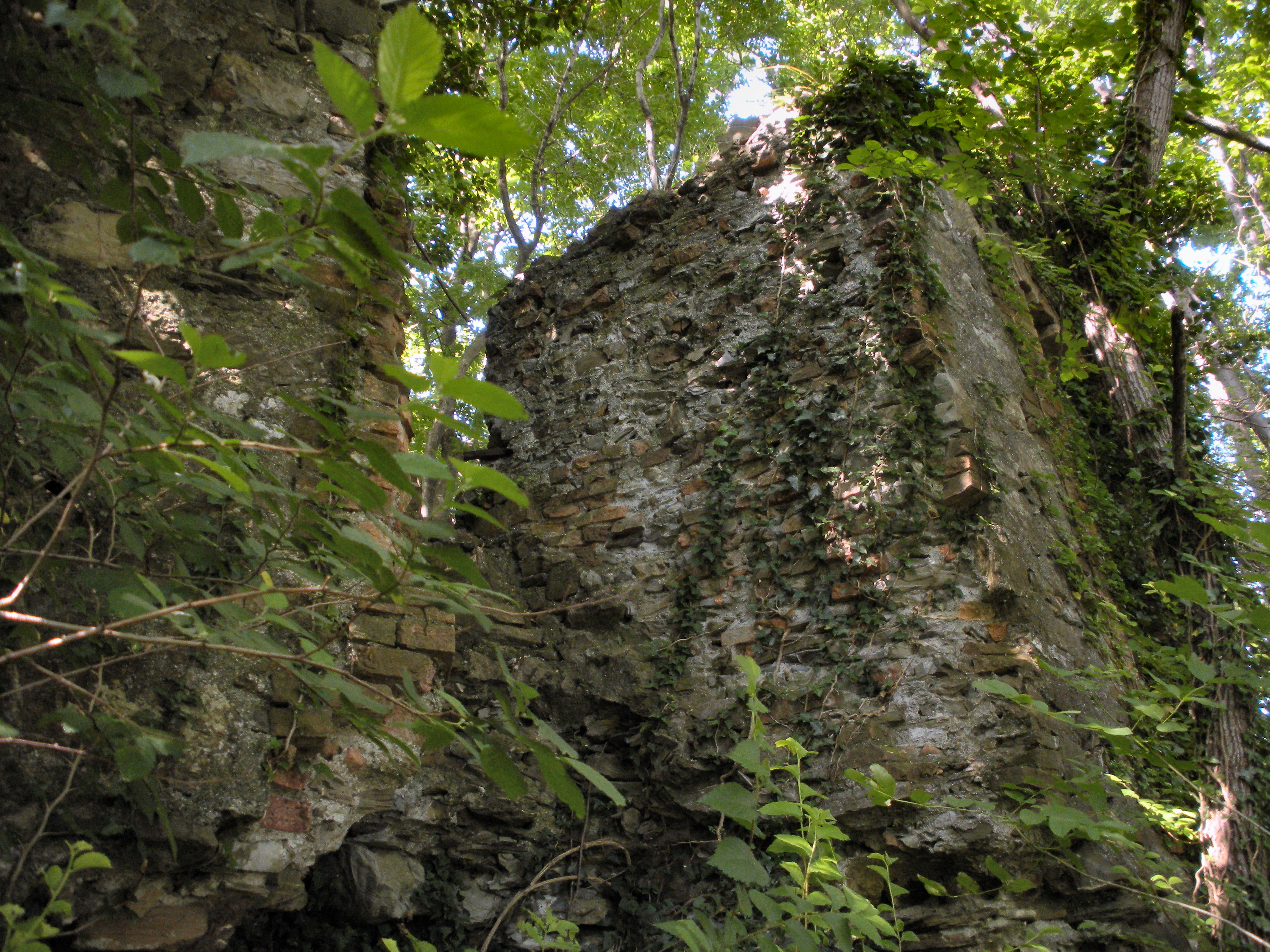
Torre Monticello
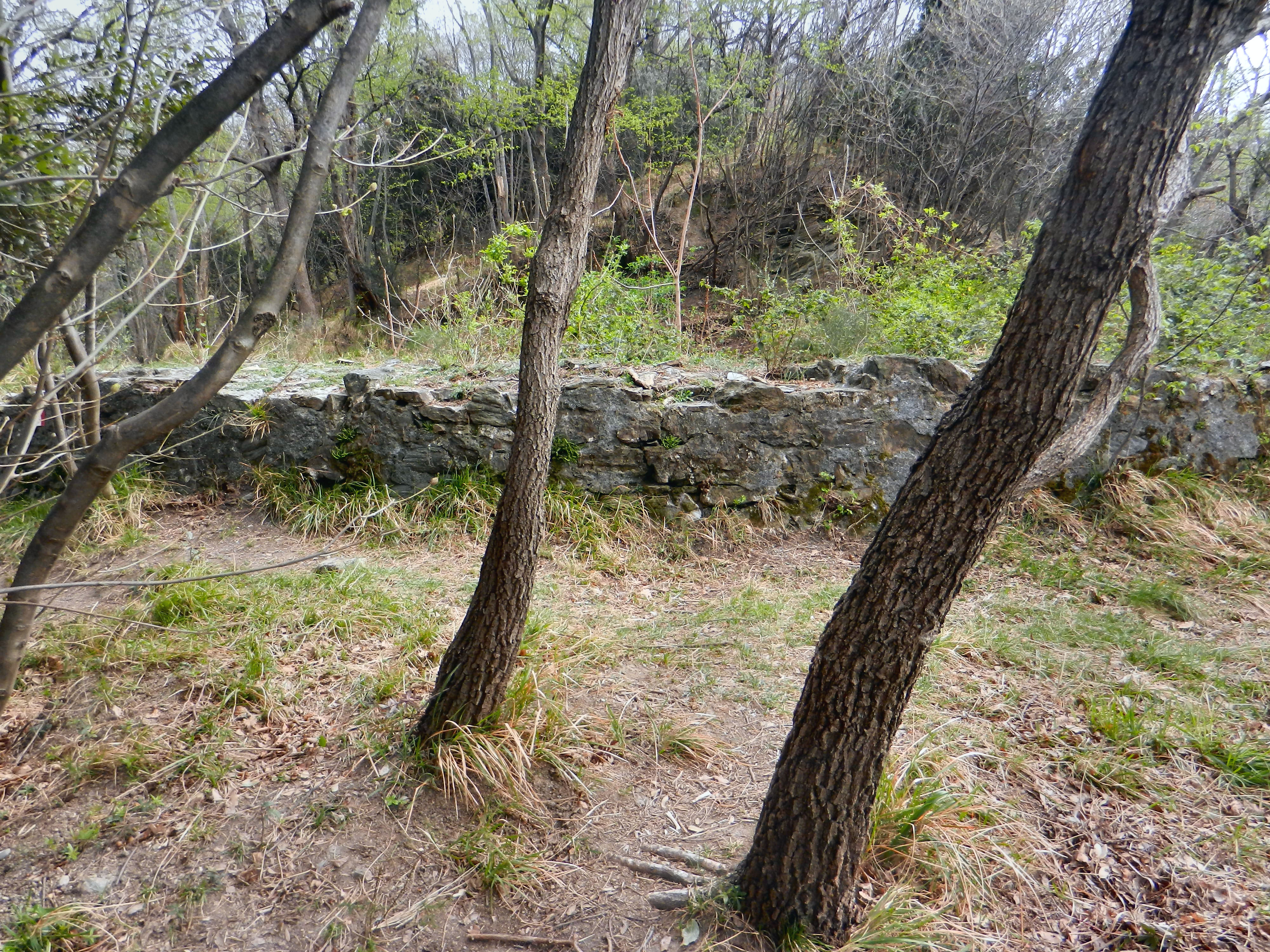
Fondamenta della torre delle Bombe

## Infrastrutture e trasporti

### Strade
Il quartiere di Rivarolo è collegato con gli altri quartieri della Val Polcevera da diverse strade urbane. Oltre alla ex Strada statale 35 dei Giovi, che attraversa il centro del quartiere, sono state aperte negli ultimi anni due strade di scorrimento lungo le sponde del Polcevera (quella alla destra del torrente in direzione nord-sud e quella alla sinistra nella direzione opposta).
Il quartiere è attraversato anche dall'Autostrada A7, Genova - Milano ma non dispone di un proprio casello autostradale: i caselli più vicini sono quelli di Genova Bolzaneto o, in alternativa, quello di Sampierdarena, denominato Genova Ovest (entrambia a circa 4 km da Rivarolo).

### Ferrovie
Rivarolo è dotata di una stazione ferroviaria sulla linea dei Giovi Genova Sampierdarena - Busalla - Ronco Scrivia - Isola del Cantone, percorsa esclusivamente da treni regionali ha ospitato, nella zona di Certosa, un deposito locomotori della Divisione Cargo di Trenitalia, chiuso all'esercizio alla fine del 2016 e la parte nord del grande scalo merci Genova Campasso chiuso dal 2010 per lavori di riqualificazione del nodo ferroviario di Genova.
Il quartiere di Rivarolo è inoltre attraversato dalla linea ferroviaria diretta tra Genova e Milano, che attraversa il centro del quartiere su un viadotto.

### Metropolitana
Nella zona di Certosa si trova inoltre la stazione di Brin, capolinea nord della metropolitana di Genova, che prende il nome da via Benedetto Brin.

## Società

### Enti e associazioni
A Rivarolo esistono oggi tre associazioni volontarie di pubblica assistenza. La più antica è la "Pubblica Assistenza Croce Rosa Rivarolese", fondata da un gruppo di volontari il primo aprile 1905, che inizialmente ebbe sede presso la società “La Concordia” nel quartiere di Certosa. L'attuale sede è nei pressi della centrale piazza Pallavicini, nella via intitolata alla stessa pubblica assistenza (Via Croce Rosa, 2).
Nel 1922, a Trasta, all'epoca nel comune di Borzoli, fu fondata la "Pubblica Assistenza Croce Azzurra", che quasi contemporaneamente aprì anche una sezione a Fegino. Quest'ultima si rese autonoma nel 1984.
Nella seconda metà dell'Ottocento a Rivarolo furono fondate diverse associazioni di mutuo soccorso; la più antica (1868) è stata la Società di Mutuo Soccorso Borghetto, di ispirazione laica, alla quale ne fecero seguito altre, di ispirazione cattolica, legate alle varie parrocchie:  San Mauro a Teglia, San Bartolomeo a Certosa e Santa Maria e San Rocco a Rivarolo, fondate rispettivamente nel 1873, 1881 e 1885.
Dal 1955 è presente il Gruppo Alpini di Rivarolo dell'A.N.A. (Associazione Nazionale Alpini) intitolato alla Medaglia d'Oro al Valor Militare Silvio Sibona. Nato a Rivarolo nel 1911 perito durante la battaglia di Nowo Postolajowka sul fronte Russo il 20 gennaio 1943. Al Cap. Silvio Sibona è intitolata una strada della delegazione. Il Gruppo è sempre presente in tutte le attività a favore delle fasce più deboli della popolazione della delegazione.

### Associazioni sportive
La società calcistica Rivarolese 1919, che oggi milita nel campionato di Eccellenza della lega dilettanti ligure, ebbe un prestigioso passato a livello nazionale negli anni ‘20.
La società Nuotatori Rivarolesi fu fondata nel 1969. Nelle sue file ha militato agli inizi della sua carriera agonistica Paola Cavallino, finalista nei 200 m farfalla alle Olimpiadi di Atene 2004.
La società svolge la sua attività nella piscina del centro sportivo “Lago Figoi”, a Fegino.